# 水戸黄門 (パナソニック ドラマシアター)
『水戸黄門』（みとこうもん）は、1969年8月4日から2019年8月11日にかけての50年間にわたり、TBSとその系列局における月曜20:00 - 20:54（JST）のテレビドラマ放送枠『ナショナル劇場』（第38部まで）→『パナソニック ドラマシアター』（第39部 - 第43部）、およびBS-TBSで放送された日本のテレビ時代劇シリーズ。制作協力は第18部までが東映、第19部以降が東映太秦映像、制作 → 製作はC.A.L.。

## 概要

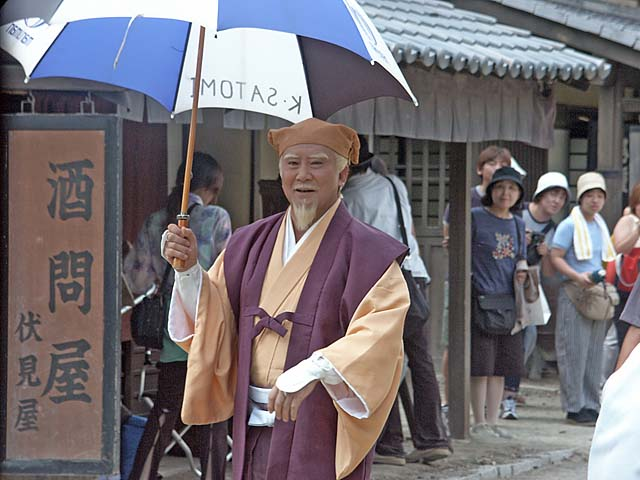
里見浩太朗が演じる水戸黄門（5代目）

1969年8月4日に『ナショナル劇場』枠で放送を開始し、2003年12月15日で放送1000回を迎えた。再放送もTBS系列各局（一部地域を除く）やBS-TBS、CS放送・TBSチャンネルで行われている。また、TBSテレビ系列でもニュース番組、情報番組などの影響で放送枠がない場合、他系列で放送されることがある（例：愛知県の中部日本放送（現・CBCテレビ）では2019年4月の改編でなくなり、7月からテレビ東京系列のテレビ愛知で放送されている）。
1969年の放送開始から2000年の第28部までは放送期間が必ずしも一定していなかったが、2001年の第29部からは原則として半年間、現代劇ドラマ（3か月）と交互に放送されていた。
音声形式は第25部まではモノラル放送だったが、第26部からはステレオ放送で放送されている。第39部では地上デジタルテレビジョン放送において、第1話に限り5.1chサラウンド放送を実施されたものの、第2話目以降は通常の2チャンネルによるステレオ放送に戻っている（第40部でも同様）。第43部からは音声多重放送（解説放送）で放送された。
1978年には、テレビと同じキャスト、スタッフによる映画『水戸黄門』が製作された。
『ナショナル劇場』は松下電器産業がスポンサーをする（一社提供）放送枠であり、水戸黄門も一貫して松下電器産業がスポンサーだった。ただし、1989年1月9日の放送では、昭和天皇の崩御により松下電器が9日までを服喪期間と認め、提供なしでの放送となり、CM時間帯は印籠のアイキャッチがBGMとともに放送された。2008年10月から松下電器産業がパナソニックへ社名変更したことに伴い、放送枠の名称も『パナソニック ドラマシアター』へ変更された。
本作とは別に、TBSのブラザー劇場枠において1964年11月から1965年12月まで、『水戸黄門』が放送されていたが、設定や製作スタッフも異なり直接の関連性はない。水戸黄門（ブラザー劇場）で光圀役を演じたのは、戦後に東映が製作した水戸黄門漫遊記の映画シリーズで主演していた月形龍之介であった。月形は後に1969年12月8日放送の本作第1部第19話「どっこい生きてた湊川 -兵庫-」でゲスト出演している。
2011年12月19日（最終回スペシャル）放送分で42年間続いたゴールデンタイムの水戸黄門が幕を閉じた。全1227回の平均視聴率22.2%。最高視聴率は1979年2月5日に記録した43.7%で、積木くずし最終回の45.3%に次いで民放ドラマ史上2番目の高さだった。
2011年4月期よりNHKの土曜時代劇が終了したことにより、地上波でのレギュラー放送における時代劇ドラマは水戸黄門と大河ドラマだけとなった。水戸黄門終了後の地上波での時代劇はNHK大河ドラマと2012年1月クール開始の『逃亡者 おりん2』（テレビ東京）のみとなり、2012年4月期より地上波での民放レギュラー放送の時代劇は消滅、現時点ではNHK大河ドラマのみがレギュラー放送の時代劇となっている。
2012年、ザテレビジョンドラマアカデミー賞より本シリーズの「42年の歴史」に対しザテレビジョン特別賞が贈られた。

### レギュラー放送終了後の展開
2015年スペシャルドラマ
詳細は「水戸黄門 スペシャル(2015年)」を参照
2015年2月、TBSテレビは『水戸黄門』を同年夏、2時間スペシャルドラマとして復活させることを発表。翌2015年5月、「月曜ゴールデン特別企画」として『水戸黄門スペシャル』を同年6月29日21時から放送することを正式に発表した。
光圀・助三郎・格之進はテレビシリーズ第32部から第41部までと同じ里見浩太朗・原田龍二・合田雅吏が演じるほか、八兵衛（林家三平）・飛猿（野村将希）・弥七（内藤剛志）も登場する。
　2017年BS-TBS版レギュラードラマ
詳細は「水戸黄門 (BS-TBS版)」を参照
2017年3月、TBSHDグループ局のBS-TBSが『水戸黄門』の新作をレギュラー放送する予定と発表した。制作会社とスタッフなどはTBS版と同じ、光圀役は武田鉄矢が演じている。

## ストーリー
以下は本作における基本的なストーリーの流れである。
水戸光圀（御老公）が家臣の佐々木助三郎（助さん）、渥美格之進（格さん）らとともに諸国漫遊の旅先で世直しをする。光圀の道中での名は石坂シリーズを除くと「越後の縮緬問屋の隠居・光右衛門」であるが、越後国内では単に「縮緬問屋」、越後と同様に縮緬の産地として知られる「丹後の縮緬問屋」「京（または江戸）の和菓子屋」と称したこともある。石坂シリーズは、「江戸の太物問屋の隠居・光右衛門」か、光圀の実際の号でもある「日新斎」を名乗った。身分は旅の町人であるが、お供を複数連れ、服装も立派で人品卑しからぬ雰囲気を醸し出しているので、旅の先々ではそれなりに敬意を以て扱われ、単なる浮浪人といった扱いを受けることはない。
助、格は相手が真剣で立ち向かってきても素手で対応できる超人的な武道の達人という設定である。時には光圀自身も杖で真剣と渡り合うこともある。
また各レギュラー放映回ストーリーの大筋の展開は次のようなパターンが主流である。
1.旅の途中で悪漢に絡まれた庶民を見つけ助ける。
2.助けた庶民と仲良くなり、悪漢に絡まれる事情を教えてもらう。
3.困った人を見捨てられないご隠居が協力を申し出る。
4.予め誰かが悪者共の一味に探りを入れた上でご隠居様一行が乗り込む。
5.怒って襲い掛かってくる一味を撃退してから印籠を見せ付ける。
6.悪者共は手下含め一同ひれ伏し、万事解決。ご隠居様一行は次の目的地へ旅立つ。
この様にお決まりのパターンであり、安心感をもって視聴することができる。

### 関係者との出会い
多くの場合、光圀一行が旅の途中で事件の被害者と出会う所から始まる。被害者との出会い方にはいくつかのパターンがあり、以下にその代表例を挙げる。
- 既に事件に巻き込まれ、悪人に襲われるなどしている被害者を、光圀一行が目撃し助ける。
  - 一行のうち、理由があって別行動をしている者（別ルートを旅する密偵、旅費を受け取りに行った助三郎など）が被害者を助け、光圀に引き合わせるパターンもある。
  - シリーズ第1話では、事件の被害者が自ら光圀一行の所（西山荘）に赴くパターンや、瀕死の被害者が光圀一行に後事を託して死ぬパターンもある。
- 事件が起きる前、光圀一行が偶発的に事件の被害者となる人物と出会う。その人物は既に何らかの問題を抱えている場合が多く、その問題が事件へと発展する。
  - 光圀が自ら旅先の有名な職人を訪れ、その職人が被害者となるパターンもある。その場合、職人は腕はいいが家族の意見に耳を傾けない頑固一徹者という設定が多い。また、他の職人たちや問屋の主人から多大な信頼を持つという職人の登場も多い。
  - 他に光圀の旧知の大名や家老、助三郎や格之進の旧友の侍と出会うパターンもある。
  - 一行に（病気やケガ・揉め事など）ちょっとした問題が起こり、それを助けた・関わった人物が被害者となるパターンもある。
  - 光圀が助三郎たちと喧嘩し、単独行動中に出会った人物が被害者となるパターンもある。その場合、被害者は裕福そうな光圀の懐に目をつけた渡世人というパターンが多く、光圀を賭場へ連れて行くものの光圀が財布を持っていなかったため、最終的には2人とも身ぐるみ剥がされる（奪われた衣服・所持品などは、後に密偵が賭場に潜り込んでイカサマなどで取り戻す）という展開が多い。なお密偵が密かに単独行動中の光圀を警護しており、賭場に入った光圀をイカサマで勝たせる展開もある。
  - 一行が故郷へ帰る旅人と意気投合し、共に目的地へ到着すると、旅人の近親者が既に事件に巻き込まれているパターンもある。
- 目的地に到着すると、現地にいる被害者の人々が何かしらの問題や苦難やトラブルを抱えているのを察した光圀一行が、その原因と思われる事象に自ら首を突っ込む、もしくは解決の協力を被害者に申し出て、そこからストーリーが展開するケースもある。

光圀一行が状況を察し、出会った被害者や近親者に事情を訊ねている最中に、悪徳商人や被害者の上司などの有力者が（手下や護衛を率いて）自ら被害者の下に現れ、被害者に最後通牒を突きつける（暴力に訴えてきた場合は、助と格が食い止める）。有力者が引き上げた後、事態に窮した被害者や近親者は光圀に詳しい事情を明かし、光圀が問題の解決を約束する。東野黄門後期以降では、この時被害者が「そういや、御隠居様はいったいどのようなお方で？」や「御隠居さんはただの旅の者ではないでしょう？」など（場合によって、頑固な人物や風来坊などは「俺たちを助けている爺さんは一体？」や「爺さん、ただの町人だとは思えないが？」など）と訊ね、光圀が「ご覧の通り、お節介焼きのただの旅の隠居（爺）ですよ」「だから、ただのお節介焼きの田舎じじいですよ」「それは後で分かる事です」などと返すのが定番化した。
- 例外として「偽黄門」が登場するパターンもある。「光圀一行が身分を隠して訪れる」と噂されている地方で、一行とは無関係の老人と2人の青年が光圀一行と勘違いされるというもの[注 9]。実はこの「偽黄門」には新しく光圀役に据える場合に光圀役にふさわしい俳優候補を決めるようなオーディション的な目的もあったという。事実、2代目の西村晃は東野黄門時代の第12部で偽黄門を演じたことがあり、3代目の佐野浅夫も西村黄門時代の第21部で偽黄門を演じていたことがある。なお、佐野の偽黄門はこれまでの偽黄門のパターンとは大きく異なり、最初から悪政を正すために「光圀が四国に入った」という噂を利用して偽黄門になりすますという明確な目的を持った老人（かつて悪政を行った家老を斬って逃亡した元宇和島藩士）の役で、これにたまたま光圀と別行動を取っていた助三郎と格之進が協力するという形だった。この際の佐野演ずる偽黄門は後に3代目光圀に就任した佐野の光圀像を彷彿とさせており、これまでの偽黄門たちの芝居じみた言い回しとは異なり、助三郎や格之進が感心するほどもっとも本物らしい振る舞いや言動となっていた[注 10]。また、5代目の里見浩太朗も助三郎を演じていたときに何度か黄門の替え玉（変装して敵陣に乗り込む）を演じたこともあった[注 11]。なお小松政夫は唯一複数回偽黄門としての出演経験があり、第20部第47話、第21部第1話、1000回スペシャルで計3回偽黄門として登場している（役柄としてはいずれも別人）。また、助三郎役の里見浩太朗やあおい輝彦[注 12]、八兵衛役の高橋元太郎[注 13]も光圀の替え玉として偽黄門に扮したこともある。また、第28部までは後代のレギュラー出演者もゲストとして出演したこともある（杉良太郎が初代助三郎を演じていた時に2代目助三郎役の里見浩太朗がゲスト出演するなど。また、せんだみつお、野村将希は除く）。
- また、光圀一行の1人と瓜二つな人物が現れるという話もシリーズを通して複数回存在し、一例を挙げると「助三郎や格之進に瓜二つの侍（大名も含む）や渡世人」「八兵衛に瓜二つの若旦那や大名」「弥七と瓜二つの渡世人や風来坊」といったパターンが多いが、中でも光圀と瓜二つの人物の場合は「光圀以上に頑固でドケチな拝金主義の商家の大旦那」という設定がされている（これ以外には庄屋・農民・海賊の一味・侍というパターンもある）[注 14]。一行がこの瓜二つの人物の身代わり・替え玉となって敵陣に突入するのも定番となっている。
- 1990年代前半ごろまでは、1シリーズに1話の割合で「偽黄門」「黄門のそっくりさん」というストーリーが放映されていた。こちらは、本物の光圀一行が地方でたまたま出会った小悪党やお調子者たちに「黄門様を演じるよう」頼まれ、宴をあげたり、ならず者の土地の権力者たちに一泡吹かせる、というもの。最後に実は本物の一行だと知って慌てふためき必死で許しを請うが、光圀は時に優しくユーモラスに「いやあ、なかなか楽しい酒の席でしたぞ」「お前さんの行いに免じて、これからは心を入れ替えて真面目に働く姿を、いつか見せてもらいますぞ」などと諭すという流れが定番だった。

### 事件の真相究明
被害者から聞き出した事情に光圀一行は不審な点を見出し、事件の裏に隠された真相の調査に乗り出す。多くの場合、有力者が藩の高官と結託しており、光圀の手下である密偵が悪事の決定的な証言や証拠を探り出す。
- 藩の高官が女好きな性格の場合、お銀・お娟、楓、詩乃などの女性密偵が探りを入れる。この際、藩の高官が（あるいは女性密偵が自ら）風呂や寝床へと誘い、油断したところで女性密偵が証言を引き出したり証拠の品を奪ったり（そしてついでに軽く制裁）することも多い。

証言や証拠が集まり事件の真相が判明したところで、有力者が強硬手段に出る（期日が設定されている場合は、その期日となる）。関係者が一堂に会し、被害者にとって最悪の状況に追い込まれたとき、制止する光圀の声が割って入り、一行が現れる（最初から光圀一行が許しを得て同席している場合もある）。そして光圀が関係者一同の前で全ての真相を暴露する。
- 変形として、黒幕を含めた悪人一味を芝居小屋に招き（大名や家老を招く場合もある）、事件の真相を芝居仕立てで暴露するパターンもあった。この劇中劇は「水戸黄門漫遊記」の一篇という設定で、光圀が正体を隠したまま本人役を演じる。

### クライマックス
大殺陣〜印籠シーン
全ての真相が明らかにされると、光圀の正体を知らない悪人一味は「おのれ、黙って聞いておれば田舎じじいの分際で。 構わん、一人残らず斬り捨てい（召し取れ）」などと言って光圀一行に襲いかかる。対する光圀は「（問答無用というわけですか！）（仕方ありませんな）助さん、格さん、（少し）懲らしめてやりなさい！」と成敗を命じ、光圀一行対悪人一味の大立ち回りとなる。
弥七、お銀・お娟、飛猿などが敵の小悪党一味に潜入していた場合、大殺陣の最中に悪人一味に敵対する姿勢を見せた事で悪人（主に小悪党の親分）から「◯◯！ テメェ裏切りやがったな！」等と糾弾されるが、それに対して「表返っただけだよ！」と啖呵を切って返したり、「今更気づいても遅いんだよ！」、「親分さん（旦那）、お世話になりました！」等と皮肉で応える場合もある。
一味が粗方打ちのめされた頃合に光圀が「助さん！格さん！もういいでしょう（5代目里見は「もうよかろう）」と言うと助三郎と格之進が「鎮まれ」を供に何回か発して、格之進が「この紋所が目に入らぬか！」と発しながら、葵の御紋の印籠を明示して「こちらにおわす御方をどなたと心得る！恐れ多くも前副将軍（さきのふくしょうぐん）・水戸光圀公にあらせられるぞ！」と発する。（ここで悪人一味らが驚愕する顔を映す）その後助三郎が、「一同、御老公の御前である、頭（ず）が高い、控えおろう！」と一喝する。まれにだが、「一同」と「御老公の御前である」が逆の回も存在する。回によっては、格之進の「この紋所が－」の台詞の後が助三郎の台詞と格之進の台詞を逆に言ったり、格之進の「この紋所が－」の台詞の後の台詞を両方とも助三郎が言う場合もあった。悪人一味と被害者（場合によっては他の一般人も含む）は土下座して平伏する。なお大立ち回りの途中や御前で逃げようとする悪人（主に悪徳商人・悪医者・小悪党の親分または悪女将・悪徳商人の道楽息子など）がいた場合、弥七、お銀・お娟、飛猿などの光圀一行の者に「てめぇらだけ逃げようたってそうはいかないぜ」「悪人は悪人らしく観念しな！」などと取り押さえられることがある。また、大立ち回りの最中に騒ぎを聞きつけて現れた無関係な城内の者が偶然にも光圀の顔見知りで、光圀はとぼけようとするも敢えなく話しかけられつつ正体を明かされてしまったため、なし崩し的に助三郎と格之進が印籠を取り出した回もある。初期の定型化する以前には、弥七（中谷一郎）が「やいやい！お前たち！ここにおいでになん（なる）のは誰だと思ってやるんだがい！水戸の御老公だと言っても、田舎者（いなかもん）には分からねえが、前中納言（さきのちゅうなごん）・水戸光圀公様だぞ！頭（あたま）が高けぇーや！」や、「鎮まれ！これなり（る）は前中納言の水戸光圀公になるぞ！頭が高けぇーや！」、｢やいやい！やいやい！皆引けやがれ！ここにおわす御方は前の副将軍・水戸の御老公様だ！頭が高けぇーや！」の台詞で行われたとき等、他のレギュラーが行った時が数回ずつ存在する。
　光圀による裁き
身分を明かした光圀は「その方たちの悪事の数々、この光圀、然と見届けたぞ!!」「（例：罪もない○○○（被害者の名前もしくは被害者の家族や関係者）を陥れ、○○○（被害者の店の名前）を取りつぶそう（乗っ取ろうと）するとは誠に（断じて）許し難い!!」「（例：神と偽り、何の罪もない娘（子供）たちを拐かして売りさばこうとするとは）言語道断（不届き千万）!!」「（例：偽の証文（いかさま博打の証文）をでっち上げ、〇〇〇（女性被害者（もしくは男性被害者の姉（妹）または婚約者）の名前）を我が物（手篭め）にしようとするとは）恥を知れ!!」などと一喝して裁きを仰せ渡す。
対して悪人一味の反応は、およそ以下のパターンに分けられる。
- 多くの場合、素直に「畏れ入り奉りました」や「申し訳ございません（申し訳ございませぬ）」などと平伏し観念する。
- 開き直って、あるいは以前から光圀へ敵意を持っており「もはやこれまで!!（これまでだ!!）」と刃を向けて来る悪人もまれに存在する。対して助三郎と格之進（まれに光圀や、藩主、家老自らや、悪政を正す忠臣など）が「痴れ者（慮外者）が」といって成敗、あるいは刃を弾き飛ばして取り押さえる[注 28]。
  - 刃を向けてきた悪人に対して、そのあまりの悪辣ぶりに怒りを露わにした光圀が自ら斬り捨てて成敗したという例も非常に稀（東野時代や里見黄門のスペシャルなど）であるが存在する。
- 黒幕が奉行や代官の場合、光圀が「まずは、この○○（悪徳商人や実行役の小悪党など）一味に縄を打ちなさい」と命じ、命じられた奉行・代官は意気揚々と手下たちに他の悪人たちを捕縛させた後、「御老公様。これでよろしいでしょうか？」と潔白な役人であるかのように振る舞う事で自分の裁きをはぐらかそうとするが、光圀から「もう一人縄を打たねばならぬ者がおるであろう！その方だ！」と追及され、結局自身も裁かれる事になるパターンも少なくない。
- 悪事を認めず言い逃れようとする。作中で主なパターンを以下に挙げる。
  - 「恐れながら申し上げます～」「ご老公様のお言葉ではございますが～」「ご老公様、それは違います～」と言ったように儀礼を重んじる武士社会・商人社会に生きる悪人の黒幕は光圀に表面上はこのような丁寧な言葉で応対しながらも、「何を証拠にそのような事を」「一切（悪巧みは）身に覚え（関わり）がございませぬ（ござらん）」「何かの間違いでは？」などとシラを切ろうとする。
    - また、場合によって[注 29]は、「この事件はこの者たち（光圀を実際に謀殺しようとした者や、共謀していた悪徳商人、雇っていた私兵一味）が勝手に行ったこと」「私は藩政を良くしようと頑張ってまいりました。むしろ、私もこの○○屋（悪徳商人）に誑かされた被害者でございますよ」「私はこの者達（共謀した悪徳役人や商人、ヤクザ者）の不穏な動きを聞きつけ、彼らに取り入って情報を得ようとしていたまでにございます」と全ての罪を手下・仲間に擦りつけたり、「（被害者に向かって）この者たちがでっちあげた全くのデタラメでございましょう」と被害者によるでっちあげと断言したり、果ては「このように至ったのは、我が殿が藩政に目を向けられなかったのが事の起こり」と藩主に責任を転嫁しようとするパターンもある。
    - この他、悪徳商人や実行犯の小悪党なども「私もこのような事は覚えがありません」「私も同感です」などと黒幕に同調したり、黒幕から全ての責めを押しつけられて「○○様!?それはあんまりです！」「私一人を悪者にするおつもりですか！？」「あなた様だけずるいじゃないですか！」と抗議し[注 30]、仲間割れを起こすパターンもある。

  - 黒幕が公家やオランダ人などの場合は、身分、国籍の違う光圀の裁きに反発したり、それを口実に裁きから逃れようとする[注 31]。

悪事を認めない悪人たちは、光圀から「ほほぅ、身に覚えがないと？」「あくまでシラを切るつもりか？」「『知らぬ存ぜぬ』を貫くようじゃな？」などと穏やかながらも毅然とした物腰で問い詰められるか、その所業や、言い逃れる態度が一際悪い場合は、光圀または呼びつけていた藩主、家老から「黙らっしゃい！」「見苦しいぞ！」「言い訳無用！」「戯け！」などと大喝を浴びせられたり、光圀から杖で打ちのめされるなどの鉄拳制裁を入れられた後、最終的に以下の経緯で論破されるパターンがほとんどである。作中での主なパターンを以下に挙げる。
- まず、光圀が証拠あるいは証人を確保している者を呼びつける。「〇〇[注 35]、証人をこれへ（立て）！」
- 光圀一行の調査により入手した決定的な証拠の品（賂の取り決めを書き示した証文・横領の記録が記された裏帳簿・賄賂の金子・御禁制や抜荷の物品など）を悪人相手に突きつける。
  - また、密偵が捕らえたもしくは悪事に関わった悪人を光圀一行の仲間たち（主に弥七か飛猿）が「とぼけるな」(この他、「とぼけても無駄だよ」「今さらとぼけたって遅いぜ」「シラを切ったって無駄だぜ」「まだシラを切るつもりかい」など。)「証拠はここにあるぜ（証拠ならここにあるよ）」「証人はこいつ（この人またはこの男・この女）だよ」などと言って一喝した後、「てめぇらの汚い悪巧み（悪事）[注 36]は○○○（助三郎・格之進・一行の者に捕らえられた悪人の名前）[注 37]がすべて白状しちまったよ（話してくれたよ）」などと言って突きつける。場合によって、捕らえられた悪人が「お奉行様（お代官様）、申し訳ございません…」「面目ねぇ…」「申し訳ねぇ…！」「もう言い逃れできませんぜ…」などと言う時がある。
- 悪事の決定的証拠を光圀一行ではなく、被害者側の者が命がけで入手したパターンもあり、これを被害者たちが光圀に渡し、それを光圀が悪人に突きつけるパターンもあった。
- 悪人一味の黒幕が将軍家直参の御家人や旗本、大奥関係者など、光圀が直接裁きを下すと面倒な事になりかねない立場の人間、公家をはじめとした幕府の支配下にない人間、オランダ人などの異国人であれば、彼らを管理・統括する上位の関係者（将軍家側用人、藩主や家老、光圀とつながりの深い上位の公家やオランダ商館関係者など）が光圀からの報告を受けて登場する。また、公家に関しては、光圀自身が中納言の位を持っているため、それよりも位の低い公家に対してはその位で屈服させる場合もある。
  - 上位の関係者が証拠を入手してそれを光圀に渡し、それを光圀が悪人一味の黒幕に突きつける場合もある。

決定的な証拠を突き出された上で、光圀から「どうじゃ？これでもまだシラを切るか？」と詰められ、進退窮まったことを悟った悪人は上述の素直に観念するパターンと、開き直って光圀に刃を向けるパターンとに分かれ、全員が平伏した所で光圀から裁きが申し渡される。光圀の裁きの代表例を以下に挙げる。
- 多くの場合、「追って藩侯より厳しき沙汰があるであろう（厳しき沙汰があるものと）、覚悟いたせ」または「藩侯（藩主）〇〇殿に報告し厳しく罰して頂く故、覚悟いたせ」「――左様心得よ」つけ加えて「それまで入牢申しつける」となる。
  - あらかじめ呼びつけておいたり[注 38]、その場に居合わせた藩主や家老に処分を委ねる場合もある[注 39]。
  - 横手城や三原城など支城の町の場合は、その町の支城城主に処分を委ねる場合もある。
  - 天領では幕府機関に処置させる場合もある。
  - また、悪人が自ら腹を切って果てる場合もあり、まれに前述の呼びつけておいた藩主や家老が「家臣の不始末はそれがしの不徳の致すところ」と（悪事を見抜けなかった、あるいは自身の責務を果たせなかったことの責めとして）腹を切ろうとして光圀・助三郎・格之進に止められる場合や、自らへの処罰を求める場合もある。この時には決まって光圀の説諭を受けて思い止まり、「御老公様のお言葉、肝に銘じまする」「寛大なお言葉、かたじけなく思います」と頭を垂れる。
  - お家騒動の場合、黒幕が裁きを受けると、悪人側に加担していた藩主の側室や肉親などは、自棄を起こして切腹または自害しようとする。初期では自らの命と引き換えに子息の無罪放免を嘆願しながらそのまま自刃して果て、哀れに思った光圀や藩主はその願いを聞き入れるというパターンであったが、西村時代以降は基本的に自害寸前に光圀・助三郎・格之進に止められ、光圀に死を以て償うことを嘆願するが、光圀から「そなたは我が子可愛さから、一時の思慮を失っていたのであろう」「○○（黒幕）の甘言に唆されたのであろうが、これを悔いる気持ちがあるのなら、生きることで償いなさい」と説諭を受け、不問、あるいは出家などの比較的寛大な裁きで許されることが多い。
- 一部では光圀が裁きを終えると駆けつけた藩主や家老が「引っ立てぃ！（ええい、引っ立てぃ！）」「この愚か者め、目障りじゃ！（無礼者、目障りだ！）」「下がれ、沙汰あるまで大人しく謹慎しておれ！」「〇〇〇（黒幕の名前）、追って沙汰あるまで謹慎を申しつける」「〇〇〇（黒幕の名前）、〇〇〇（黒幕の家来の侍の名前）、並びに○○○（悪徳商人または小悪党の親分または悪女将の名前、その一味も含む）。厳しく詮議の上に極刑を申しつけるであろう（直ちに入牢を申しつける）」などと命じ、藩主・家老の家来の侍たちが黒幕・悪徳商人・実行役の小悪党たちを連行していく。藩主・家老などが登場しない場合は、光圀・助三郎・格之進が「この者たちを引っ立てぃ！」と命じることがある。

### エンディング
悪人たちが断罪・一掃された後、被害者である忠義の若侍・孝行の百姓・町娘に対しては御褒めの言葉が掛けられ、家名再興や適わなかった結婚、藩医による難病の治療といった願いが叶えられたり、職人だった場合はその職人の作った品が藩御用達もしくは幕府への献上品として認められる。この際、被害者が「水戸のご老公様と存じず大変なご無礼の数々、誠に失礼致しました」などといったように光圀相手に礼節を欠いた対応を被害者が謝罪する場合もある。また被害者自身に酒に溺れ仕事をしない・博打好きなどの悪癖がある場合は、これを機会に改心する。なお、光圀が正体を現しても、一部の子供は引き続き「爺ちゃん（お爺ちゃん）」と呼ぶが、場合によって被害者側の大人（父親（母親）・祖父（祖母）・兄（姉）・親代わりの人物）が「こら、『御老公様』だろ（でしょ）」や「○○○（被害者の息子（娘）・孫（孫娘）・弟妹・孤児の名前）、『お爺ちゃん』じゃないだろ（ないでしょ）」などと注意した後、光圀自身が「いやいや、『お爺ちゃん』で結構じゃよ」などと返されることがある。
最終場面では恩を受けた者（一家、集団）が並んで見送りに出、そこで東野時代では「では、参ろうかの」、西村時代以降では「それでは助さん、格さん参りましょうか」という老公の声がかかり、光圀一行が旅立つ場面で物語は終結する。なお、杉良太郎が出演していた第1部と第2部では光圀一行だけで敵陣に乗り込む場合もしばしばあり、被害者側の町人は光圀の正体を知らされないまま終了することもあった。また、第1部から第8部のエンディング（芥川隆行のナレーション）では本放送時は通常通り放送されていたが、再放送では通常通りナレーションがある回もあれば、カットされている回もある。

### 例外回
シリーズ第1話などで印籠の登場しない回もある。また中には旅籠での殺人や窃盗事件を解決する話や、いわゆるお家騒動を解決する話で、すでに光圀一行の正体が明かされている上で、話がそれぞれ進行する。前者の場合は真犯人を特定する、もしくは話を解決させたところで話が終わり、後者の場合では、代官や家老といった、お家騒動の中で特に問題がある人物を光圀一行が改心させると言うのが主な話の筋である。その為、印籠を披露する必要がないため、必然的に印籠が登場しない回になる。また、敵が盗賊の一団しか登場しないために印籠の場面がないという筋書きもまれに存在する。
悪人が誰も罰せられない回があった。また、悪人たちの殆どを光圀主従が能動的に殺害する回もある。

## 主人公・水戸光圀
史実の徳川光圀は62歳で隠居しているので、それ以降の年齢の話ということになるが、石坂浩二版はこれから隠居しようとする時期から始まっている。
第1部第1話は隠居後の暮らしの話から始まっているが、ある事件の解決のために江戸へ向かい、光圀初の旅路となる。その事件の解決後に江戸で、実子の高松藩藩主松平頼常や藩の悪い噂を聞き、高松へ行ってみるとして、本格的な旅がスタートする。その後は、事あるごとに旅に出ている。旅に出ていない時は、水戸での晴耕雨読の暮らしをして、『大日本史』の編纂も行っている。
旅先で名乗る身分は町人であるが、お供を複数連れ、服装も立派で人品卑しからぬ雰囲気を醸し出しているので、旅の先々ではそれなりに敬意をもって扱われ、単なる浮浪人といった扱いを受けることはない。
立ち回りの時は、刀などを使わず、竹製の杖を剣にして戦う。第1話目などで、江戸などにいる際に武家の格好で悪の巣窟に乗り込む場合も、大小の刀を使わず、敵の持っている槍などを奪い取り、杖での立ち回りのように使っている。また、稀に扇子や腰に下げている脇差を用いて戦う事もある。

### 容姿
東野英治郎版のシリーズの第5部までは、頭髪、眉毛、髭が総白よりわずかに黒みのある毛の色だったが、第6部から総白になっている。その後の西村晃版、佐野浅夫版、里見浩太朗版も総白の毛の色合いであった。
石坂版、武田鉄矢版は、頭髪、髭の毛の色は、少し黒みのある白髪であった。眉毛は、付け毛ではなく自身の眉毛のままである。石坂版のみ、演じる石坂浩二の意向で髭なしの風貌であったが、第29部最終話（第25話）で髭のある姿が登場して第30部に至っている。

### 旅先での名乗り
光圀の道中での名は、石坂版を除き「越後の縮緬問屋の隠居・光右衛門」である。
これは、史実にて実際に光圀が越後産のちりめん製品を愛好していた事と、当時、北前船や佐渡金山等、諸藩だけでなく幕府にとっても重要な資金源となる産業が盛んだった越後は日本でも有数の豪商の地とされ、その越後の商人の隠居と名乗る事で、対面した人物から必然的に相応の身分と富の持ち主であると認知されやすかったからである。
越後国内では単に「縮緬問屋」、越後と同様に縮緬の産地として知られる「丹後の縮緬問屋」「京（または江戸）の和菓子屋」「江戸の戯作者」と称したこともある。石坂版は「江戸の太物問屋の隠居・光右衛門」か、光圀の実際の号でもある「日新斎」を名乗った。
ラストの身分明かしのシーンでは、シリーズ初期（第5部辺りまで）は、後の定番「（前の、さきの）副将軍」ではなく「天下の副将軍」や「（前）中納言」と名乗る回もあり、名前も水戸光圀ではなく、徳川光圀と名乗る時もあった。その後定番の台詞になり、「副将軍」「水戸光圀公」が常となった。東野版の一部や、石坂版では、定番の台詞の名前の部分を「水戸中納言光圀公」と言っている回もあった。また、東野版の一部では、「水戸黄門光圀公」と言っている回も存在した。

## 各シリーズの概要
第21部にてシリーズ初の2時間スペシャルが放送されてからはしばらくはスペシャル版の放送はなされなかったが、第24部にて久しぶりに放送され、第28部以降は2時間スペシャルが年1回 - 3回放送されている。再放送時、2時間スペシャルの場合は前編・後編にわけて放送される。しかし再放送されるのは、ほとんどが第1話と最終話のみでありシリーズ途中のスペシャルは再放送されないケースが多い。また、過去の作品で現代では放送禁止用語となっている言葉が使われている場合、再放送ではその部分を無音にするなどして対処している。
一般に、主演（水戸光圀役）の交代をシリーズの節目として扱うのが通例のため、各部の詳細は以下の個別記事を参照。
- 第1部 - 第13部：東野英治郎主演
- 第14部 - 第21部：西村晃主演
- 第22部 - 第28部：佐野浅夫主演
- 第29部 - 第30部：石坂浩二主演
- 第31部 - 第38部：里見浩太朗主演 - ここまでナショナル劇場枠
- 第39部 - 第43部（レギュラー放送 完結）：里見浩太朗主演 - パナソニック ドラマシアター枠
- BS-TBS版：武田鉄矢主演

### シリーズ一覧
| 部                                    | 放送期間                              | 回数 | 通算   | 水戸光圀   | 佐々木助三郎 | 渥美格之進 |
| ------------------------------------- | ------------------------------------- | ---- | ------ | ---------- | ------------ | ---------- |
| 第1部                                 | 1969年8月4日 - 1970年3月9日           | 32回 | 32回   | 東野英治郎 | 杉良太郎     | 横内正     |
| 第2部                                 | 1970年9月28日 - 1971年5月10日         | 33回 | 65回   | 東野英治郎 | 杉良太郎     | 横内正     |
| 第3部                                 | 1971年11月29日 - 1972年6月5日         | 28回 | 93回   | 東野英治郎 | 里見浩太朗   | 横内正     |
| 第4部                                 | 1973年1月22日 - 1973年9月17日         | 35回 | 128回  | 東野英治郎 | 里見浩太朗   | 横内正     |
| 第5部                                 | 1974年4月1日 - 1974年9月30日          | 26回 | 154回  | 東野英治郎 | 里見浩太朗   | 横内正     |
| 第6部                                 | 1975年3月31日 - 1975年11月3日         | 32回 | 186回  | 東野英治郎 | 里見浩太朗   | 横内正     |
| 第7部                                 | 1976年5月24日 - 1977年1月10日         | 34回 | 220回  | 東野英治郎 | 里見浩太朗   | 横内正     |
| 第8部                                 | 1977年7月18日 - 1978年1月30日         | 29回 | 249回  | 東野英治郎 | 里見浩太朗   | 横内正     |
| 第9部                                 | 1978年8月7日 - 1979年2月5日           | 27回 | 276回  | 東野英治郎 | 里見浩太朗   | 大和田伸也 |
| 第10部                                | 1979年8月13日 - 1980年2月11日         | 26回 | 302回  | 東野英治郎 | 里見浩太朗   | 大和田伸也 |
| 第11部                                | 1980年8月18日 -1981年2月9日           | 26回 | 328回  | 東野英治郎 | 里見浩太朗   | 大和田伸也 |
| 第12部                                | 1981年8月31日 - 1982年3月1日          | 27回 | 355回  | 東野英治郎 | 里見浩太朗   | 大和田伸也 |
| 第13部                                | 1982年10月18日 - 1983年4月11日        | 26回 | 381回  | 東野英治郎 | 里見浩太朗   | 大和田伸也 |
| 第14部                                | 1983年10月31日 - 1984年7月9日         | 37回 | 418回  | 西村晃     | 里見浩太朗   | 伊吹吾朗   |
| 第15部                                | 1985年1月28日 - 1985年10月21日        | 39回 | 457回  | 西村晃     | 里見浩太朗   | 伊吹吾朗   |
| 第16部                                | 1986年4月28日 - 1987年1月19日         | 39回 | 496回  | 西村晃     | 里見浩太朗   | 伊吹吾朗   |
| 第17部                                | 1987年8月24日 - 1988年2月22日         | 26回 | 522回  | 西村晃     | 里見浩太朗   | 伊吹吾朗   |
| 第18部                                | 1988年9月12日 - 1989年5月1日          | 33回 | 555回  | 西村晃     | あおい輝彦   | 伊吹吾朗   |
| 第19部                                | 1989年9月25日 - 1990年4月16日         | 29回 | 584回  | 西村晃     | あおい輝彦   | 伊吹吾朗   |
| 第20部                                | 1990年10月22日 - 1991年10月7日        | 48回 | 632回  | 西村晃     | あおい輝彦   | 伊吹吾朗   |
| 第21部                                | 1992年4月6日 - 1992年11月9日          | 32回 | 664回  | 西村晃     | あおい輝彦   | 伊吹吾朗   |
| 第22部                                | 1993年5月17日 - 1994年1月24日         | 36回 | 700回  | 佐野浅夫   | あおい輝彦   | 伊吹吾朗   |
| 第23部                                | 1994年8月1日 - 1995年5月15日          | 40回 | 740回  | 佐野浅夫   | あおい輝彦   | 伊吹吾朗   |
| 第24部                                | 1995年9月11日 - 1996年6月10日         | 37回 | 777回  | 佐野浅夫   | あおい輝彦   | 伊吹吾朗   |
| 第25部                                | 1996年12月9日 - 1997年10月27日        | 43回 | 820回  | 佐野浅夫   | あおい輝彦   | 伊吹吾朗   |
| 第26部                                | 1998年2月9日 - 1998年8月17日          | 26回 | 846回  | 佐野浅夫   | あおい輝彦   | 伊吹吾朗   |
| 第27部                                | 1999年3月22日 - 1999年10月18日        | 30回 | 876回  | 佐野浅夫   | あおい輝彦   | 伊吹吾郎   |
| 第28部                                | 2000年3月6日 - 2000年11月20日         | 34回 | 910回  | 佐野浅夫   | あおい輝彦   | 伊吹吾郎   |
| 第29部                                | 2001年4月2日 - 2001年9月17日          | 25回 | 935回  | 石坂浩二   | 岸本祐二     | 山田純大   |
| 第30部                                | 2002年1月7日 - 2002年7月1日           | 25回 | 960回  | 石坂浩二   | 岸本祐二     | 山田純大   |
| 第31部                                | 2002年10月14日 - 2003年3月24日        | 22回 | 982回  | 里見浩太朗 | 岸本祐二     | 山田純大   |
| 第32部                                | 2003年7月28日 - 2003年12月8日         | 17回 | 999回  | 里見浩太朗 | 原田龍二     | 合田雅吏   |
| 1000回記念スペシャル / 2003年12月15日 | 1000回記念スペシャル / 2003年12月15日 | 1回  | 1000回 | 里見浩太朗 | 原田龍二     | 合田雅吏   |
| 第33部                                | 2004年4月12日 - 2004年9月20日         | 22回 | 1022回 | 里見浩太朗 | 原田龍二     | 合田雅吏   |
| 第34部                                | 2005年1月10日 - 2005年6月6日          | 20回 | 1042回 | 里見浩太朗 | 原田龍二     | 合田雅吏   |
| 第35部                                | 2005年10月10日 - 2006年3月6日         | 20回 | 1062回 | 里見浩太朗 | 原田龍二     | 合田雅吏   |
| ナショナル劇場50周年SP/2006年3月13日  | ナショナル劇場50周年SP/2006年3月13日  | 1回  | 1063回 | 里見浩太朗 | 原田龍二     | 合田雅吏   |
| 第36部                                | 2006年7月24日 - 2006年12月18日        | 20回 | 1083回 | 里見浩太朗 | 原田龍二     | 合田雅吏   |
| 第37部                                | 2007年4月9日 - 2007年9月17日          | 23回 | 1106回 | 里見浩太朗 | 原田龍二     | 合田雅吏   |
| 第38部                                | 2008年1月7日 - 2008年6月30日          | 24回 | 1130回 | 里見浩太朗 | 原田龍二     | 合田雅吏   |
| 第39部                                | 2008年10月13日 - 2009年3月23日        | 22回 | 1152回 | 里見浩太朗 | 原田龍二     | 合田雅吏   |
| 第40部                                | 2009年7月27日 - 2009年12月21日        | 20回 | 1172回 | 里見浩太朗 | 原田龍二     | 合田雅吏   |
| 第41部                                | 2010年4月12日 - 2010年6月28日         | 12回 | 1184回 | 里見浩太朗 | 原田龍二     | 合田雅吏   |
| 第42部                                | 2010年10月11日 - 2011年3月21日        | 21回 | 1205回 | 里見浩太朗 | 東幹久       | 的場浩司   |
| 第43部                                | 2011年7月4日 - 2011年12月12日         | 21回 | 1226回 | 里見浩太朗 | 東幹久       | 的場浩司   |
| 最終回スペシャル/2011年12月19日       | 最終回スペシャル/2011年12月19日       | 1回  | 1227回 | 里見浩太朗 | 東幹久       | 的場浩司   |
| スペシャル/2015年6月29日              | スペシャル/2015年6月29日              | 1回  | 1228回 | 里見浩太朗 | 原田龍二     | 合田雅吏   |
| BS-TBS版 第1シリーズ 通算第44部       | 2017年10月4日 - 2017年12月6日         | 10回 | 1238回 | 武田鉄矢   | 財木琢磨     | 荒井敦史   |
| BS-TBS版 第2シリーズ 通算第45部       | 2019年5月19日 - 2019年8月11日         | 10回 | 1248回 | 武田鉄矢   | 財木琢磨     | 荒井敦史   |

### かげろう忍法帖
1995年5月22日から9月4日（第23部と第24部の合間）に由美かおるが演じるかげろうお銀を主人公とするスピンオフ作品『水戸黄門外伝 かげろう忍法帖』が放送された。

## 第29・30部のアナザーストーリー化とその解消
- 長寿番組の宿命として、第28部までにも、制作上の都合によって、既婚者が独身に戻ったり、亡くなったはずの付家老が再登場するという、以前のシリーズとは矛盾する部分も生じてはいたものの、基本的には前シリーズの流れや設定が次のシリーズに受け継がれていた。
- しかし、石坂浩二が主演した第29部は、光圀、助三郎、格之進以外の周辺の登場人物がすべて一新された[注 54]こともさることながら、水戸藩主だった光圀が権中納言を拝命し、隠居する所から話がスタートしている。しかも、第1部で光圀に斬られて死んだ藤井紋太夫までが再登場している。第30部までの石坂浩二主演シリーズはこの状況が続いていた。
- しかし、里見浩太朗主演シリーズは、光圀、助三郎、格之進、疾風のお娟を除いて周辺の人物が一新され、第28部までの雰囲気にシフトする路線として制作された[注 55]。
- 続いて1000回記念スペシャルにおいて、（その時点では）石坂シリーズを含む各シリーズ登場人物を出演させたことで、第28部までのストーリーと第29部からのストーリーがクロスオーバーした。この回では風車の弥七、うっかり八兵衛、霞のお新、柘植の飛猿、さらに弥七夫婦の娘・お梅[注 56]が、いずれも光圀らと久しぶりに再会するという描かれ方で登場した。さらに、お娟が飛猿に「飛猿、よく来てくれたね」と声をかけた。お銀とお娟を混同したような描写である。その一方で、石坂浩二主演シリーズのみのオリジナルキャラクターである素破の次郎坊も登場して、光圀やお娟とやりとりしている[注 57]。
- その後のシリーズでもうっかり八兵衛がお娟に懐かしむ声をかける（名前は出さず「お前さん」と呼んでいた）場面があり、あたかもお銀とお娟が同一人物であるかのような描写がなされていた。さらには第37部第11話「母と娘つないだ風車 -青森-」から風車の弥七を内藤剛志が演じることで復活させ、水戸光圀の前に久しぶりに登場する描写が行われた。その際には、それまで劇中では接点がなかったお娟やアキ[注 58]、さらには同一作品に揃って登場すること自体がなかったおけらの新助とも既に知り合いであるかのように描かれている。
- 最終的には、少なくとも第29部・第30部をなかったことにして、疾風のお娟をかげろうお銀と同一人物と見なせば、東野英治郎から佐野浅夫までのシリーズのストーリーに戻った形になった。
- また第42部は、助三郎と格之進以外の主なキャスティングは第41部までのものを受け継ぎながらも、助三郎と格之進が一緒に光圀の供をするのは初めてという設定になった。それに伴い、それまで定番だった「道中では町人を装う」「印籠は格之進が預かる」などの要素も物語開始時点では決まっておらず、旅立つ前に話し合って決める描写がある。その一方で、第1話のみの登場となったお娟[注 59]がそれまで長らく光圀に仕えていたことが語られるなど、従来の設定を窺わせる描写もある[注 60]。
- なお、上記の藤井紋太夫は最後の1時間枠となった第43部第21話「嗚呼、人生に涙あり -江戸・水戸-」でも登場しており、光圀に手討ちにされる前の話に戻っていたと思われる。翌週の最終回スペシャルはその数年後の設定であった。

## 歴代ナレーター
- 第1部 - 第19部・映画版：芥川隆行
- 第20部 - 第24部・かげろう忍法帖：杉山真太郎
- 第25部 - 第27部：柴田秀勝
- 第28部 - 第41部・1000回記念スペシャル・ナショナル劇場50周年記念特別企画スペシャル・2015年スペシャル：鈴木史朗
- 第42部 - 第43部・最終回スペシャル：槇大輔
- BS-TBS版第1シリーズ - 第2シリーズ：生島ヒロシ

本作の歴代ナレーターは、同時期のナショナル劇場におけるC.A.L制作 → 製作の時代劇作品（『大岡越前』、『江戸を斬る』、『翔んでる!平賀源内』、『南町奉行事件帖 怒れ!求馬・南町奉行事件帖 怒れ!求馬II・大江戸を駈ける!』）も上記放送期間と同様のナレーターが担当している。

## スタッフ
製作の企画担当やプロデューサーには松下電器 → オフィス・ヘンミ・C.A.L・東映太秦映像のスタッフが携わっている。なお、製作にはTBSや東映のスタッフはほとんど携わっていない。
撮影などの制作協力には日本テレビの長七郎江戸日記などの制作協力にも携わっている東映太秦映像のスタッフが担当している。
プロデューサーの括弧内は所属会社　※括弧内の所属会社はクレジットなし
- 企画・制作：逸見稔[注 61]（松下電器[注 62] → オフィス・ヘンミ[注 63]）
- チーフプロデューサー：中尾幸男[注 64]（C.A.L）
- プロデューサー
  - 第1部・第11部 - 第17部：西村俊一（C.A.L）
  - 第2部 - 第10部：西村俊一（C.A.L）、郡進剛（電通）
  - 第18部 - 第20部：西村俊一（C.A.L）、大庭喜儀[注 65]（C.A.L）
  - 第21部：西村俊一（C.A.L）、大庭喜儀（C.A.L）、山田勝[注 66]（東映[注 67] → 東映太秦映像）
  - 第22部 - 第24部：五十嵐通夫[注 68]（C.A.L）、大庭喜儀（C.A.L）、山田勝（東映太秦映像）
  - 第25部：樋口祐三（オフィス・ヘンミ）、大庭喜儀（C.A.L）、本間信行（C.A.L）、山田勝（東映太秦映像）
  - 第26部 - 第27部：樋口祐三（オフィス・ヘンミ）、本間信行（C.A.L）、山田勝（東映太秦映像）
  - 第28部 - 第29部：樋口祐三（オフィス・ヘンミ）、山田勝（東映太秦映像）、藤田知久（C.A.L）
  - 第30部：樋口祐三（オフィス・ヘンミ）、藤田知久（C.A.L）
  - 第31部 - 第37部：藤田知久（C.A.L）、樋口祐三（オフィス・ヘンミ）、進藤盛延[注 69]（東映太秦映像）
  - 第38部 - 第41部：笠谷智之（C.A.L）、樋口祐三（オフィス・ヘンミ）、進藤盛延（東映太秦映像）
  - 第42部  - 第43部：小野鉄二郎、樋口祐三（オフィス・ヘンミ）、進藤盛延（東映太秦映像）
- 原案：葉村彰子（第21部までと第25部から第28部）[注 70]
- 原作：葉村彰子（第22部から第24部）
- 脚本監修：宮川一郎（第29部・第30部）
- 脚本：葉村彰子（295回）、櫻井康裕（156回）、大西信行（154回）、岡本さとる（91回）、宮川一郎（74回）、津田幸於（43回）、芦沢俊郎（同）、横山一真（同）、藤井邦夫（39回）、加藤泰（29回） ほか
- 音楽：木下忠司
- 題字：朝比奈宗源
- 特技（第42部第1話まで） → アクション（第42部第2話から）：宍戸大全（第41部まで） → 宍戸大全アクションチーム（第42部第1話） → 森山陽介アクションチーム（第42部第2話から）
- 協力：俳優座（第13部まで）
- 編集：河合勝巳（第20部第46話まで）、荒木健夫（第20部第47話〜第48話）、河合和子[注 71]（第33部まで）、藤原公司（第34部から）、乾栄司（第43部から）
- 邦楽監修：中本敏生（第16部まで）、中本哲（第17部から）
- 殺陣 → 擬斗：近江雄二郎、上野隆三、菅原俊夫、土井淳之祐、三好郁夫、谷明憲、清家三彦（東映剣会）、中村健人（JAE）
- 衣裳[注 72]・衣装[注 73]：上野徳三郎、植田光三、東京衣裳、米田稔ほか
- 衣裳提供[注 74]・衣装提供[注 75]：全国呉服青年連合会、全国呉服専門店会連合会（第15部・第16部）
- 小道具：高津商会
- 美粧・結髪[注 76]：(有)東和美粧 → 東和美粧
- かつら：山崎かつら
- 演技事務：山下義明ほか
- 制作協力：オフィス・ヘンミ（第11部から）[注 77]
- 文芸 → 文芸担当：皿田明（第25部から）
- 騎馬：岸本乗馬センター[注 78]
- 協力：東映太秦映画村[注 79]、京都・大覚寺[注 80]（京都 大覚寺[注 81]）、粟生 光明寺、御室・仁和寺ほか
- 協力：財団法人水府明徳会 西山荘（第37部から第40部）
- 現像（第23部第1話まで） → 現像・テレシネ（第25部まで） → 技術協力（第26部から）：東洋現像所（第15部まで） → IMAGICA（第28部第17話まで） → IMAGICAウェスト（第28部第18話から）[注 82]
- 監督：山内鉄也（254本）、矢田清巳（192本）、内出好吉（156本）、金鐘守（126本）、井上泰治（121本）、居川靖彦（113本）、髙倉祐二（110本）、倉田準二（36本）、上杉尚祺（24本）、松尾正武（10本）ほか[注 83]
- 制作協力：東映（第18部まで） → 東映太秦映像（第19部から）
- 制作（第8部まで） → 製作（第9部以降）：C.A.L

## 劇伴BGM・効果音
音楽は木下忠司が担当。劇伴BGMは一部、『雪姫隠密道中記』『江戸を斬る』『遠山の金さん』、効果音は、『長七郎江戸日記』からの流用がある。

## 主題歌
「あゝ人生に涙あり」 作詞 山上路夫 / 作曲 木下忠司
- 主題歌は当初演歌調のメロディにする予定だったが、木下忠司が「軍歌みたいで嫌だ」といったため、そうではなくなった。また、リズムはボレロを採用した。またこの主題歌には、作詞担当の山上路夫もその存在を忘れていたという「4番」の歌詞が存在する。通称幻の4番。
- 第1部から第3部のオープニング主題歌は本放送時は通常通り放送されていたが、再放送では短めのインストゥルメンタル（歌なし）バージョンで、約15秒のものから約50秒のものまで様々である。第1部と第2部はタイトル → サブタイトル → 脚本担当者 → 監督名 → 主な配役 → （プロデューサー名）→ C.A.L。第1部第31話「乱斗・鷹ノ巣 -忍-」のみ、タイトル → サブタイトル → 脚本担当者 → 監督名 → 題字・ナレーター → 撮影・照明・録音 → 助監督・記録・編集・美術 → 主な配役 → プロデューサー名 → C.A.Lがクレジットとして残っている。なお第1部・第2部とも、制作協力の東映はカットされている。第3部はタイトル → サブタイトル → 脚本担当者 → 主な配役 → プロデューサー名 → 監督名 → 東映 → C.A.L。また、第13話「死を賭けた願い -桑名-」と、第28話「暗雲晴れて -薩摩・江戸-」は、タイトル → サブタイトル → 脚本担当者 → 音楽 → ナレーター・題字 → 主な配役 → 俳優座 → プロデューサー名 → 監督名 → 東映 → C.A.Lがクレジットとして残っている。これは第1部から第3部の本編時間が後世の作品より長く、再放送の際に現在の本編時間と合わせるため尺調整をした結果、ストーリーに関係ないオープニングをカットしたためである。カット部分はネガも存在しないため、2度と見ることは出来なくなったが、再放送が欠番とされていた第2部第25話「黄門様の子守唄 -鳥取-」のみこの処置を免れていたため、第2部DVD-BOX発売の際に収録された[注 87]。
- 伴奏のアレンジは以下の通りである。
  - 初代（第1部 - 第17部） c minor
  - 2代目（第18部 - 第28部）・7代目（BS-TBS版） e minor
  - 3代目（第29部 - 第32部及び1000回スペシャル）・6代目（第42部第12話から最終回スペシャルまで） d minor
  - 4代目（第30部 - 第41部、2015年スペシャル） e♭ minor
  - 5代目（第42部第11話まで） c# minor

- 第18部以降は助三郎・格之進役が交代される毎に伴奏が変更されている。なお御三家のソロバージョンが使用された第30部 - 第32部については舟木、西郷のソロは3代目アレンジであるが橋のソロのみ4代目アレンジが使用された。また第42部の途中（東・的場）でアレンジが変更された[注 88]。
- 第3部から助三郎役が里見浩太朗に代わったため、第3部の主題歌は1番・里見浩太朗、2番・横内正と思われがちだが、実際は1番・杉良太郎、2番・横内正である。これは1番・里見浩太朗、2番・横内正のレコーディングが第3部開始に間に合わなかったためといわれている。
- 第28部では1番のみであるが、新たに録音したのではなく第27部までの音源を編集し短くしただけである。
- 第32部では助三郎役が原田龍二に、格之進役が合田雅吏に代わったが、主題歌を歌ったのは御三家（週替わり）であった。
- 第29部第25話「陰謀と裏切りの果てに -江戸・水戸-」以降、数話を除いて2時間スペシャルのエンディングでも主題歌が使用されている。
- 主題歌が入るタイミングは原則番組開始直後であるが、第28部、第31部 - 第36部、BS-TBS版は番組が始まると本編を数分流してから主題歌を流していた。
- 2015年スペシャルは、挿入歌方式であった。
- 現在、サウンドトラックが3段発売されている。2枚組のサウンドトラック1相当のディスク1は「幻の4番（旧3番）」も収録した、発売時までの歴代主題歌集、ディスク2は番組スタート時の頃のBGMである。

また、主題歌の第30部 - 第32部までで使われた、御三家の橋幸夫・舟木一夫・西郷輝彦が1人で歌ったものや第33部のみ使われた原田・合田が歌ったもの（もっと言えば、発売後に登場した原田・合田版1番3番）は収録されていない。なお、主題歌のカラオケは第1部 - 第17部までの伴奏（2コーラス）と第30部（橋幸夫バージョン）から第41部までで使われた伴奏（3コーラス）が収録されており、第18部 - 第28部であおい輝彦・伊吹吾朗の歌った伴奏と第29部 - 第32部で御三家が歌った伴奏のものは収録されていない。
※第18部 - 第28部のあおい・伊吹のオリジナルカラオケはシングルCDおよび【あゝ人生に涙あり"スペシャル】に収録されている。
- サウンドトラック2は、サウンドトラック1相当に入っていないBGMと、東幹久、的場浩司の再録版（6代目アレンジ）でのフルコーラス（3コーラス）が収録されているが、カラオケは2コーラスまでである。第42部第11話まで使われた東・的場の物（5代目アレンジ）は収録されていない。
- サウンドトラック3は、BS版以降のBGMとBS版 財木・荒井版の主題歌、カラオケ版が収録されている。

### 唄
- 第1部 - 第3部：杉良太郎・横内正
- 第4部 - 第8部：里見浩太朗・横内正
- 第9部 - 第13部、劇場版：里見浩太朗・大和田伸也
  - 劇場版の伴奏は里見・横内レコード版の伴奏で収録された。
- 第14部 - 第17部：里見浩太朗・伊吹吾朗
- 第18部 - 第28部：あおい輝彦・伊吹吾朗[注 90]
- 第29部、1000回スペシャル：G3K（橋幸夫、舟木一夫、西郷輝彦）
- 第30部 - 第32部：橋幸夫、舟木一夫、西郷輝彦（1人ずつ週代わり）
- 第33部 - 第41部、2015年スペシャル：原田龍二・合田雅吏
- 第42部第1話 - 第11話：東幹久・的場浩司
- 第42部第12話以降 - 第43部、最終回スペシャル：東幹久・的場浩司
- BS-TBS版：財木琢磨・荒井敦史
  - 第1部 - 第27部、劇場版、第33部 - 第38部、BS-TBS版・1番2番
  - 第28部・1番
  - 第29部 - 第32部、第39部 - 最終回スペシャル、2015年スペシャル・1番3番
  - 1000回スペシャル・1番2番3番

### オープニング映像
- 第1部 - 第28部：木製の葵紋を様々な角度で切替えながら表示。背景の色は角度によって変わる。
- 第29部 - 第30部：1番では光圀一行、3番では様々な風景が実写で流れる。なお第30部では光圀が髭を付けるようになったため、一部映像は変更になった。ただし冒頭のタイトルの部分だけは第28部までのものと同じである。
- 第31部 - 第36部及び1000回スペシャル：第28部までに近い葵の紋をベースとした映像だが、番組タイトルを含め全編CGとなった。1000回スペシャル及び第33部からはハイビジョン化に伴い、色合いが若干変えられている。
- 第37部 - 第38部：実写で西山荘の風景が映し出される。
- 第39部 - 第40部：実写であるが、秋の紅葉などの四季の風景に変更される。
- 第41部：光圀一行が立ち寄る先の工芸品の映像になる。なお番組タイトルの箇所だけは第31部から第41部まで変更はない。
- 第42部 - 第43部：光圀の印籠をベースにした映像。葵の紋の角度が変わるのは第31部 - 第36部と同様である。前述のとおり第42部途中で歌が変更されたが映像については変更はなかった。
- 最終回スペシャル：登場人物の実写。
- 2015年スペシャル：独立のオープニングなし
- BS-TBS版：第1部 - 第28部、第31部 - 第36部及び1000回スペシャルまでに近い葵の紋をベースとした映像で、三つ葉葵はこれまでとは違い、文様が浮き上がる形に細工したものが使われている。

## 視聴率
長年にわたり2桁視聴率を維持してきたが、2008年10月20日放映回（第39部第2話「母の一念 関所を破る! -箱根-」）の平均視聴率は9.7%（関東地区、関西地区では10.2%）で、1969年のスタート以来40年目で初の視聴率1桁を記録した。さらに2009年8月17日放送分（第40部第4話「赤と青 風車の秘密! -米沢-」）では9.1%（関東地区）であった。1シリーズ平均でみると、近年は10%台前半になることが多かったが、2010年放映の第41部では9.2%と、シリーズ平均で初めて1桁視聴率を記録した。
| 位     | 部数   | 話数   | 放送年 | 放送日   | サブタイトル         | 立ち寄り先 | 視聴率 |
| ------ | ------ | ------ | ------ | -------- | -------------------- | ---------- | ------ |
| 第1位  | 第9部  | 第27話 | 1979年 | 2月5日   | 三国一の嫁騒動       | 水戸       | 43.7%  |
| 第2位  | 第10部 | 第19話 | 1979年 | 12月17日 | 恋しきひとの琴       | 犬山       | 42.7%  |
| 第3位  | 第10部 | 第23話 | 1980年 | 1月21日  | めざす敵はお殿様     | 高遠       | 42.4%  |
| 第4位  | 第10部 | 第6話  | 1979年 | 9月17日  | 天下の怪盗光右衛門   | 駿府       | 42.2%  |
| 第5位  | 第9部  | 第20話 | 1978年 | 12月18日 | 帰って来た中乗りさん | 木曽福島   | 41.8％ |
| 第6位  |        |        |        |          |                      |            |        |
| 第7位  |        |        |        |          |                      |            |        |
| 第8位  |        |        |        |          |                      |            |        |
| 第9位  |        |        |        |          |                      |            |        |
| 第10位 |        |        |        |          |                      |            |        |
| 第11位 |        |        |        |          |                      |            |        |
| 第12位 |        |        |        |          |                      |            |        |
| 第13位 |        |        |        |          |                      |            |        |
| 第14位 |        |        |        |          |                      |            |        |
| 第15位 |        |        |        |          |                      |            |        |
| 第16位 |        |        |        |          |                      |            |        |
| 第17位 |        |        |        |          |                      |            |        |

| 位     | 部数   | 話数   | 放送年 | 放送日   | サブタイトル           | 立ち寄り先                   | 視聴率 |
| ------ | ------ | ------ | ------ | -------- | ---------------------- | ---------------------------- | ------ |
| 第1位  | 第14部 | 第1話  | 1983年 | 10月31日 | 水戸黄門               | 水戸・江戸                   | 34.2%  |
| 第2位  | 第18部 | 第33話 | 1989年 | 5月1日   | 天下を裁く御意見番     | 江戸                         | 34.1%  |
| 第3位  | 第14部 | 第29話 | 1984年 | 5月14日  | 悲願叶えた狸の仇討ち   | 信楽                         | 33.9%  |
| 第4位  | 第19部 | 第6話  | 1989年 | 10月30日 | 因業爺は瓜二つ         | 仙台                         | 32.3%  |
| 第5位  | 第19部 | 第19話 | 1990年 | 2月5日   | 人情娘 馬子唄          | 郡上八幡                     | 32.1%  |
| 第6位  | 第15部 | 第20話 | 1985年 | 6月10日  | 謎が渦巻く陰謀の宿     | 米子                         | 31.8%  |
| 第7位  | 第17部 | 第26話 | 1988年 | 2月22日  | 旅の終わりの波瀾万丈   | 大坂・江戸                   | 31.2%  |
| 第8位  | 第18部 | 第1話  | 1988年 | 9月12日  | 水戸黄門               | 水戸                         | 30.5%  |
| 第9位  | 第17部 | 第15話 | 1987年 | 12月7日  | 南国土佐のいごっそ女房 | 高知                         | 29.9%  |
| 第10位 | 第19部 | 第1話  | 1989年 | 9月25日  | 水戸黄門               | 水戸                         | 28.7%  |
| 第11位 | 第16部 | 第38話 | 1987年 | 1月12日  | 命を賭けた用水路       | 小山                         | 27.9%  |
| 第12位 | 第16部 | 第6話  | 1986年 | 6月2日   | 敵と呼ばれた助三郎     | 島田                         | 27.8%  |
| 第13位 | 第20部 | 第33話 | 1991年 | 6月24日  | 意地比べ恋の友禅       | 金沢                         | 27.3%  |
| 第14位 | 第21部 | 第3話  | 1992年 | 4月20日  | 頑固比べで縁結び       | 小浜                         | 23.3%  |
| 第15位 | 第15部 | 第10話 | 1985年 | 4月1日   | 嫁が支えた唐津焼       | 唐津                         | 21.9%  |
| 第16位 | 第15部 | 第22話 | 1985年 | 6月24日  | 悲願叶えた火焔剣       | 三日月                       | 21.1%  |
| 第17位 | 第21部 | 第1話  | 1992年 | 4月6日   | 悪鬼が巣喰う岡崎城     | 水戸・袋田・藤枝・吉田・岡崎 | 20.5%  |

| 位     | 部数   | 話数   | 放送年 | 放送日  | サブタイトル                               | 立ち寄り先 | 視聴率 |
| ------ | ------ | ------ | ------ | ------- | ------------------------------------------ | ---------- | ------ |
| 第1位  | 第22部 | 第30話 | 1993年 | 12月6日 | 黄金の島の鬼退治                           | 佐渡       | 24.5%  |
| 第2位  | 第22部 | 第36話 | 1994年 | 1月24日 | 花のお江戸の大掃除                         | 江戸       | 23.9%  |
| 第3位  | 第24部 | 第37話 | 1996年 | 6月10日 | 陰謀砕いた江戸の空                         | 江戸       | 23.1%  |
| 第4位  | 第23部 | 第5話  | 1994年 | 8月29日 | 涙でついた母の嘘                           | 追分       | 22.9%  |
| 第5位  | 第23部 | 第30話 | 1995年 | 3月6日  | 世直し剣が悪を斬る                         | 今治       | 22.5%  |
| 第6位  | 第23部 | 第36話 | 1995年 | 4月17日 | 迷子になった黄門様                         | 岐阜       | 22.4%  |
| 第7位  | 第25部 | 第21話 | 1997年 | 5月19日 | かげろうお銀の涙                           | 鹿野       | 22.1%  |
| 第8位  | 第22部 | 第1話  | 1993年 | 5月17日 | 水戸黄門                                   | 水戸       | 20.8%  |
| 第8位  | 外伝   | 第1話  | 1995年 | 5月22日 | 世の悪人輩よ覚悟しな! 女は怖いぞくノ一忍法 | 大和・郡山 | 20.8%  |
| 第10位 | 第26部 | 第1話  | 1998年 | 2月9日  | 伊賀への旅立ち                             | 伊賀上野   | 19.8%  |
| 第11位 | 第28部 | 第26話 | 2000年 | 9月11日 | 暴君を斬る! 男の剣                         | 矢掛       | 19%    |
| 第12位 | 第27部 | 第13話 | 1999年 | 6月14日 | 颯爽! 紫頭巾                               | 黒石       | 18.2%  |
| 第13位 |        |        |        |         |                                            |            |        |
| 第14位 |        |        |        |         |                                            |            |        |
| 第15位 |        |        |        |         |                                            |            |        |
| 第16位 |        |        |        |         |                                            |            |        |
| 第17位 |        |        |        |         |                                            |            |        |

| 位    | 部数   | 話数  | 放送年 | 放送日 | サブタイトル       | 立ち寄り先 | 視聴率 |
| ----- | ------ | ----- | ------ | ------ | ------------------ | ---------- | ------ |
| 第1位 | 第29部 | 第2話 | 2001年 | 4月9日 | 藩を揺るがす贈り物 | 水戸       |        |

| 位    | 部数                 | 話数                 | 放送年 | 放送日   | サブタイトル                                                                   | 立ち寄り先   | 視聴率 |
| ----- | -------------------- | -------------------- | ------ | -------- | ------------------------------------------------------------------------------ | ------------ | ------ |
| 第1位 | 第31部               | 第1話                | 2002年 | 10月14日 | 水戸黄門                                                                       | 水戸・江戸   | 21.3%  |
| 第2位 | 1000回記念スペシャル | 1000回記念スペシャル | 2003年 | 12月15日 | 江戸から薩摩へ！ 恐怖の忍者襲撃・大爆破偽黄門の罠！ 弥七の娘と老公決死の旅立ち | 江戸・鹿児島 | 20.4%  |
| 第3位 | 第33部               | 第4話                | 2004年 | 5月10日  | 父のこころ 娘知らず                                                            | 津           | 17.8%  |
| 第3位 | 第33部               | 第10話               | 2004年 | 6月21日  | やんちゃ姫の姉探し                                                             | 宇和島       | 17.8%  |
| 第5位 | 第33部               | 第5話                | 2004年 | 5月17日  | 美少女は天才将棋士                                                             | 亀山         | 17.6%  |
| 第5位 | 第33部               | 第9話                | 2004年 | 6月14日  | 痛快! チビッコの悪退治                                                         | 高知         | 17.6%  |
| 第7位 | 第33部               | 第2話                | 2004年 | 4月19日  | 金貸し泣かせた黄門様                                                           | 御油         | 17.0%  |

※関西地区の第1位は第11部最終話（第26話）（1981年2月9日放映）の42.2%、第2位は第12部 第19話（1982年1月4日放映）の37.4%。
- シリーズごとの最高視聴率
  - 第10部（1979年8月13日-1980年2月11日放映）の37.7%（関東地区）。

数字はいずれもビデオリサーチ調べ。

## エピソード

### 誕生秘話
本作の誕生やキャスティングなどの経緯は文献によって大きく異なる記述がされている。
番組プロデューサー：逸見稔の証言
「(ドラマ)水戸黄門の生みの親」といわれる当時松下電器の広報課長で、本番組プロデューサーでもある逸見稔の著書『黄門様はテレビ好き』によると、逸見が手掛けた『S・Hは恋のイニシァル』が好評で、次番組には同じ青春コメディー路線が期待されていたのだという。しかし松下幸之助から「世のため人のためになる番組」を求められていた逸見は、「水戸黄門」を次番組に提案した。逸見は森繁久彌演じる祖父を中心に暮らす家族を描いた『七人の孫』の時代劇版をイメージしていた。祖父を黄門様に、孫たちを助さん格さんにすることでホームドラマを時代劇化し、男性主体だった時代劇の視聴者層を女性や子供に広げよう、というのである。前作とは180度の方向転換となるうえ、3年前にも『水戸黄門』を放送したことがあるTBSは、逸見の案に反対した。しかし松下電器の常務会で松下の決裁も得ており、TBS側から「番組内容は逸見に任せる」という約束をもらっていた事をたてに、TBSにも最終的に提案を飲んでもらった、と書いている。
光圀さま役には森繁久彌以外には考えられず、すぐに交渉し森繁から快諾を得ていた。本格的な時代劇は京都で撮らなければならないが、この点も東映の岡田茂常務に依頼し制作現場の態勢を整えてもらっていた。しかし森繁が鬘合わせを済ませた段階で、東宝のプロデューサー・藤本真澄がクレームを付けてきた。森繁は藤本とのトラブルから一時東宝を離れ、松竹で映画に出演していたが、紆余曲折を経て東宝と再契約したばかりであった。藤本は森繁の出演を認めず、「森繁黄門」は幻となった。「森繁をイメージして作った黄門像を、ほかのスターで追ってみても仕方がない、となれば180度方向転換しかない。事態を逆手にとって、脇役の存在から黄門さまを探すことにした。ここでインスピレーションがひらめいた。東野英治郎さんにお願いしようと考えついた」と、逸見は著書に記している。
逸見は初代黄門役の東野英治郎、2代目・西村晃、3代目・佐野浅夫の他、サブキャラクターのキャスティングも逸見自身が決めた。風車の弥七、うっかり八兵衛、霞のお新、かげろうお銀、柘植の飛猿など、さまざまな新しいキャラクターを自身が登場させた。また、旅に出たことのない黄門さまを旅に出すという、時代考証をあえて無視し、ドラマの面白さに重点を置いたなどと著書に書いている。
東映常務：岡田茂の証言
岡田茂の著書『悔いなきわが映画人生』には、当時東映の時代劇をテレビ制作にシフトさせていた岡田のところへ逸見が来て、「松下が一人スポンサーになるから一緒にやろう。協力してくれ」と頼みに来たと書かれ、逸見の証言と一致している。光圀役について岡田の著書では、岡田は片岡千恵蔵にしようと、逸見と一緒に千恵蔵を口説きにいったが、「まだまだ。映画の現役だ。テレビに出るのは早い」と千恵蔵が断ったので、発想を変えて東野英治郎にしたと書いている。
C.A.Lプロデューサー：西村俊一の証言
『テレビヒーローの創造』や、『月光仮面を創った男たち』では、まず「スポンサーの松下電器さんから時代劇をやりたいとお話があった」と、製作のC.A.Lの西村俊一に話があり、黄門役の東野英治郎は西村が発想し抜擢した、助三郎・格之進など、サブキャラクターのキャスティング、時代劇のホームドラマ的発想や、「印籠」で決める勧善懲悪のパターンなどの「テレビ映画」的なフォーマットも全て西村が考えた、と書かれている。これらは完全に逸見の記述と食い違う。逸見がやったと言っていることが、全て西村がやったことになっている。
元TBS編成企画部：田原茂行の証言
元TBS編成企画部・田原茂行によると、TBSの収入の6割を占める電通は、当時から発言力が強かった。特に「水戸黄門」が放送された月曜8時の松下電器の枠は、スポンサーと電通の意見が絶対だったのだという。「水戸黄門」も「松下電器の担当者と電通が松下幸之助会長の好みを意識してもちこんだとみられる問答無用の企画」であったが、番組が成功したことでTBSは主導権を奪われる結果となった。後に別の番組で電通の持ち込み企画を断ったTBS企画部門は、活動停止を指示された。
その他の証言
本ドラマで初代・佐々木助三郎役を務めた杉良太郎は、スポーツ紙の取材に対し「森繁さんが出演できなくなった際に、私が東野英治郎さんを推薦した」と語っている。第5部から第25部までプロデューサーを務めた大庭喜儀も、東野英治郎は杉良太郎の紹介だったと話している。

### 初期と後期の演出の違い
- 番組開始当初は光圀の頭巾の色が、後のものに比べて暗いトーンで、やや黒みがかっていた。
- 東野時代の初期ではストーリーの途中で水戸黄門の正体を明かしていた。また、クライマックスでは悪人一味と立ち回りをせずに印籠を出すこともあった（印籠出した後に立ち回りをする場合や背後に代官などが後ろ盾していない場合もある）。
- 当初のストーリーは訪れた地の藩主の愚行を正すというものも多かったが、次第に藩主は善、配下の代官や家臣が悪というパターンが定着。藩主が悪者（愚者）の場合、光圀の顔を見て「御老公様!」と気づく例も多かった。
- 立ち回りの時、中期以降では峰打ち（光圀一行を殺害する目的で大物悪人に雇われた忍び軍団などは斬り捨てる）が多かったが、初期は真剣で斬ったり刺すことが多かった。またその過渡期（第9部から第13部辺りまで）には、峰打ちでありながら真剣で斬るSEが挿入されたままの回もある。
- 第3部の悪役、薩摩藩城代家老・島津左京の目的は、藩政を牛耳るというレベルではなく倒幕であった。
- 弥七が通常持つ風車の数は4本である。第2部第2話では唯一風車紋の杯が登場している。第8部第18話では弥七が風車を4本持って同時に鉄砲隊へ向けて投げている。また、第9部第15話では悪人に向かって、風車が3本同時に飛んでくる。さらに、第11部第18話では弥七の風車が鉄砲隊めがけて一気に5本も飛んでくる。
- 東野時代は、悪代官がたとえ悪事に加担していても、光圀が「今回だけは許してやる」などと悪代官を処罰しないこともあった。西村時代以降はそのような事は基本的には無くなったが、それでも稀にそのようなことがあり、その場合は、目溢しすることと引き換えに悪代官にそれまでの悪行の償い（賄賂で受け取った金子を領民達のための善行に使わせる、領民達の要望を叶えさせる、など）をさせたり、今後は決して悪事に走らないように釘を刺すなどしている。また、悪人が牢の中に入れられた後のシーンも登場していた。
- 放送開始当初は前編と後編に分かれた2週続きのストーリーが多かったが、第17部を最後に基本的に1話完結となった。このドラマは高齢の視聴者が多く、「2週続きのストーリーでは前編の内容を覚えられない」とか「自分は高齢で来週まで生きていられるか分からず、後編を見る前に死んでしまったら悔いが残る」などといったクレームがあったという[25]。ただし、2話完結のストーリーは第38部、第41部でも例外的に前後編のストーリーが制作されたことがある。本放送で2時間スペシャルの回が1時間枠で再放送される際には、前後2話に分けられる。
- 第25部まではフィルム撮影だったが、第26部からVTR撮影となった[注 92]。これに伴い登場人物の内面描写の要素が薄れ、演出も極端にシンプルな紙芝居的なものに変化した時期がある。第33部からはデジタルシネマ製作に対応した最新のHD撮影システムであり、番組スポンサーであるパナソニックが開発したVARICAMが投入され、HD製作へ対応するとともに、「テレビ映画」独特のフィルムの質感が再現されている。
- 初期の頃は1部全体で旅の目的地までの道中を描いたものが多いが、中盤や後期の作品では本来の旅の目的は数話で終えてしまうことが多くなる。特に第21部、第26部では旅に出た目的となる事件は最初の第1話のみで解決済みとなる。

### 漫遊先のエピソード
- 『勧進帳』や『奥の細道[注 93]』『忠臣蔵』などを元ネタにしたものが度々登場する。また、珍しいエピソードとして太宰治の「走れメロス」をモチーフにした物[注 94]や、末期ではグリム童話の『シンデレラ』をアレンジした回もある。
- 旅先では、今日に伝わる伝統工芸が生まれるきっかけに遭遇したり、時代的にも場所的にもありえない技術を生み出した職人が現れるが、その技術が事件・騒動の種になったことで、生み出した職人が技術を封印・破棄するエピソードもある。
- 劇中の老公一行のように諸国を旅した「松尾芭蕉」が登場し旅先で遭遇する話[注 95]や、もはや存在が伝説とまでいわれる木彫りの名工「左甚五郎」が登場する話[注 96]もある。
- 賭場は主に弥七が世情や裏事情を探る舞台であるが、光圀が旅先で出会った流れ者（遊び人）にそそのかされて勝負するも、その賭場のイカサマによって身ぐるみ剥がれるのが殆どである（ただし、弥七が裏でイカサマを阻止したりお銀が壺振りでは有利な目を出して賭場の頭のド肝を抜く）。
- 旅芸人一座と旅先で関わっている場合、光圀が劇作家として土地の悪代官・悪奉行・悪徳商人の悪事を滑稽に暴露した筋書きを書くエピソードも多い。その場合、一行自ら役に扮して芝居を行うこともある。大抵、弥七が悪代官・悪奉行、八兵衛がその手下の悪徳親分に扮し、演者の中谷一郎と高橋元太郎は実に楽しげに生き生きと悪人役を演じている[注 97]。
  - まれに、八兵衛が水戸光圀役を演じることもある[注 98]。また、水戸黄門漫遊記のエピソードの場合[注 99]は、一行がそのまま役者に扮し、演じることもある[注 100]。
- 様々な理由により八兵衛が「越後の縮緬問屋の若旦那」を装うエピソードが1シリーズに1回くらいの頻度で出てくる[26][注 101]が、大抵は事件に巻き込まれ「もう若旦那は懲り懲り」となって終わる。この時は、光圀が「若旦那のお目付役の爺や」に扮する事もあった。

### 印籠の場面の定着と変化
- 従来の『水戸黄門』同様、藩主や城代家老などが「梅里」と記された短歌を見て、光圀が御出でになっていたことを悟るという例もあった。第11部[注 102]では鎌倉彫の職人が「梅里」の名を見て目の前にいる人物が光圀であることを悟っている。第12部[注 103]などでも同様のパターン（備前焼の職人など）が用いられたことがある。異なるパターンとしては第6部第11話「黄門様の縁結び -出雲-」では宿の主人に書き残した書き置きの名を見て光圀であることを悟っている。
- 大名行列の前にみすぼらしい姿で現れ、駕籠から出てきた藩主に「〇〇殿、久しぶりじゃのう！」「〇〇殿、しばらくでしたな！」「わしじゃよ！」と話しかけ、藩主が光圀に気付く場面もあった。この時、悪奉行や悪代官の圧政に苦しむ百姓に（本来は死罪にあたる）直訴をさせることもあった。また、藩主や家老の屋敷に庭師や御用聞きとして入り正体を明かすこともあった。
- 最終的には格之進が印籠を出すことが定着した[注 104]が、光圀、助三郎、八兵衛、弥七、お新、おるいも印籠を出したことがある。このうち八兵衛は第5部第19話と第7部での2回の計3回があり、第7部第12話では「控えろ！控えろ！」と言いつつ石段を駆け上がりながら印籠をかざしていたが、第31話では「お控えなさって～、お控えなさってぇ～」というあまりに締まらない出し方であったためか、見かねた格之進から印籠を譲り渡すよう促された後、改めて出し直される形になっていた。
- 公家が京などで悪事を働いているのを暴くが、公家は身分の違いなどを理由に光圀に頭を下げないという場面が登場したことがある。一例は、第10部において蜷川幸雄演じる悪徳公家六条三位（中納言）が東野黄門に追い詰められたものの、「麻呂は徳川の家来ではない、帝の臣じゃ」と突っぱねて逆に光圀達の行為を御公儀に対する狼藉であると詰り、「朝廷に楯突く逆賊」として帝に訴え出てやると脅しつけたが、そこに光圀の理解者である菊亭左大臣・梅小路大納言（有島一郎）が登場し蜷川演じる悪徳三位を厳しく断罪した。このように、公家の処罰は菊亭左大臣・梅小路大納言に任せている。菊亭左大臣は第10部[注 105]、第16部[注 106]、第18部[注 107]、梅小路大納言は第23部[注 108]で登場している。なお菊亭左大臣と梅小路大納言は同一人物で、第10部、第16部は有島一郎、第18部は加賀邦男、第23部は武内亨がそれぞれ演じている。ただし第10部における悪徳公家六条三位は確かに菊亭左大臣に断罪されたが、黒幕の広幡右大臣は全く処罰されず右大臣の職を辞任し、出家したことがエンドシーンで語られるのみであった。
なお、第16部では主題歌と台詞では役職が異なっており、主題歌では梅小路大納言と表記されているが、台詞では梅小路左大臣と呼ばれている。嘗ては公家は武士とは埒外の立場にいるという解釈でアンタッチャブルという設定であったが、近年は光圀自身も朝廷では権中納言の位をもっているので、下級公家に対しては直接この権威を利用して屈服させる場合がある[注 109]。
- 長崎でのオランダ人が絡んだ悪事の際も、悪徳オランダ人が「（日本人に）私は裁けない」と開き直る場面が第22部第19話であったが、オランダ商館長が登場し悪徳オランダ人を断罪した。これについてもオランダ人については商館長に処罰を任せているが、場合によっては本国のオランダ国王に処罰を任せることもある。
- 使用される小道具の印籠は、傷が入る等で歴代何回か作り直していて、第34部までは和紙を厚く貼って漆を塗ったものだったが、第35部からは文部大臣賞など数々の賞を受賞した5代目若島宗齋が制作した、本物の輪島塗の印籠を使用している。全部で3個作られており、その価値は「値段が付けられない」との事。本編中でも「輪島塗の名人に新しく作ってもらった」という設定になっている。初期の頃は、印籠の柄が、波・紋・雲供にビミョーな描きの物や、本体も茶色っぽい色で紋だけが大きく一個描かれた物が使用されていたが、第4部で、第34部まで使われた物の柄に固定された。第35部からの輪島塗印籠は、波・紋・雲の柄が変わっている。第34部までの物は徳川葵タイプ、第35部からの輪島塗印籠は水戸葵タイプである。（三つ葉葵の項目も参照）
- 印籠シーンが20時45分前後に固定されるようになった背景には、2代目黄門役・西村晃の特攻隊時代からの友人である千玄室が印籠シーンの時間を一定にするよう西村に依頼したことがあるという説があるが、千玄室によると、依頼したことは事実だが西村はそのことをスタッフに伝えなかったそうである。

### 登場人物の初登場など
詳細は各個別記事も参照。
- うっかり八兵衛（高橋元太郎）は当初、弥七に弟子入りを希望していた盗賊の見習いだった（初登場は第2部）[27]。八兵衛が弥七を「親分」と呼ぶのはそのため。
- 霞のお新（宮園純子）は弥七の義賊時代の親分だった野ぶすまの仁平（市川小太夫）の娘。彼女に横恋慕していた夜鴉の藤吉（中野誠也）の策略で弥七を父の仇と思い込まされ（初登場は第3部）、光圀の命を狙う刺客として登場した。
- かげろうお銀（由美かおる）も当初の目的（初登場は第16部）は金銭面で困窮する藤林一門を救うべく、賞金目当てで光圀の暗殺を図っていたが、事情を知った一門の頭領である祖父・藤林無門に叱りつけられ、光圀一行に加わった。なおこの時お銀を叱りつけた無門役は、後に3代目光圀となる佐野浅夫である[28]。
- 第29部から第42部第1話と第22話で登場した疾風のお娟（第42部と最終回スペシャルでは冠称なしのお娟となっている）は風魔一門の山賊の出身。当初の人物像や設定は一人称が「俺」で男口調で話すなど、お銀とは大きく異なっていた。また戦闘時のスタイルもお銀のレオタード風の衣装とは異なり、普通の忍装束だった。第30部以降は上記の「第29・30部のアナザーストーリー化とその解消」にもあるように、視聴者の要望を反映してか次第にお銀との統合が図られ、1000回記念スペシャルなどでは設定上お銀とお娟は別キャラのはずなのに、飛猿やうっかり八兵衛と以前から面識があるかのような描写があったりする。
- 柘植の飛猿（野村将希）は初登場時（第17部）は、かつての霞のお新やかげろうお銀同様に光圀一行を狙う刺客・黒谷の道鬼一味の一人と思われていた（お銀は煙の又平の仇と思い込んでいた）が、実は裏では恩義ある鳥羽藩のために道鬼一味の動きを逐一調べつつ、光圀一行を陰で支えていた忍び（いわゆる二重スパイ）だった。基本的に体術で敵を圧倒する彼であるが、第17部と第18部では刀を帯刀していた。
- 第31部から第37部まで登場した風の鬼若（照英）は、柘植の里の頭領・幻斉（本郷功次郎）の孫娘・アキ（斉藤晶）と行動を共にしている。第31部3話で、アキの母親・およう（古柴香織）を捜すために抜け忍となった身で、柘植一族から命を狙われていることが判明。その後第9話で、光圀暗殺計画も絡んだ柘植の里の危機を救ったことで罪を許され、正式に一行に加わる。第37部第10話で、秋田杉の山守をしていた母方の祖父・半右衛門（綿引勝彦）の仇を追うアキを庇って凶弾を浴びそのまま崖から転落、生死不明となるが（次の第11話から入れ替わる形で2代目弥七が登場）、第23話（最終話）で帰郷するアキを迎えに来るという形で姿を見せ、生存が判明した。
- 第29部・第30部で登場した素破の次郎坊（コロッケ）は、元々は柳沢吉保に雇われ光圀の命を狙う刺客だった。金さえ払えば誰にでもつくという変装と声帯模写の名人で、武器として独楽を用いる。最初はクールな忍者だったが次第に光圀の味方になっていき、第30部では陰陽師に転身して神出鬼没かつコミカルな所を見せ、コメディリリーフ的な役割を担っていた。
- 第29部・第30部では石坂浩二が4代目黄門となったことに伴い配役の若返りが断行され、うっかり八兵衛は存在（設定）自体が消滅したが、1000回記念スペシャルで復活した（詳細は上記の「第29・30部のアナザーストーリー化とその解消」を参照）[注 110]。
- 第33部から第35部まで登場したよろず屋の千太（三波豊和）は「よろず屋」の名の通り、さまざまな仕事を器用にこなす今でいう便利屋。明るく元気はいいが結構失敗も多く、それでいて愛嬌があって憎めないキャラ。「合点承知の助」が口癖で、第33部で疾風のお娟に助けられたことがきっかけで旅に同行するようになった。恩人でもあるお娟に憧れていて追っかけとなったが、彼女からはしばしば冷たくあしらわれている（でもまんざらでもなさそうにも見える）。
- 第36部第10話から第39部まで登場したおけらの新助（松井天斗）はよろず屋の跡取り息子で、明るく気立ては優しいがそそっかしく、トラブルを持ち込むこともしばしば。元々は父親の権太（魁三太郎）への孝行のために、実の祖父と噂される萩焼の陶工・一ツ窯の太兵衛（石立鉄男）に会うべく第36部第10話から勝手に旅についてきて、目的を果たした後もそのまま同行していた。また権太の他にも母親のおかつ（重田千穂子）、居候の安五郎（桜金造）がゲストとして登場し、最初は新助を江戸の実家に連れ戻そうとしていた。なおこの新助は、うっかり八兵衛や千太に比べて「若々しさ」を前面に出したキャラクターとして造形された。
- 第40部から第43部まで林家三平演じるちゃっかり八兵衛（第42部・第43部では一部設定の刷新に伴い「江戸見物の客の案内業で生計を立てる町人で光圀らとも旧知の仲であり、一行の旅立ちに際して宿の手配や道中を案内する先達の役目を引き受けた」という設定になり、名前も「ちゃっかり」の冠称がなくなっている）が登場している。これは内藤剛志が2代目を演じる風車の弥七のような「2代目うっかり八兵衛」ではなく、うっかり八兵衛が江戸に腰を下ろした（光圀一行の共から離れた）後に出会った孤児で、同じ「八兵衛」の名前であった縁から親代わりに面倒を見るようになった養子という、あくまで「2代目八兵衛」という位置づけである。このため、第40部第1話、第20話（最終話）ではうっかり八兵衛との共演が実現している（そもそもちゃっかり八兵衛が光圀一行に加わったのも、「かつての自分のように諸国を旅させて、様々なことを学ばせてやりたい」とうっかり八兵衛が光圀に頼んだため）ほか、ちゃっかり八兵衛は養父のうっかり八兵衛を「おやじさん」と呼んで慕っており、弥七のことも養父同様に「親分」と呼んでいる。また養父同様にお調子者かつ食いしん坊なほか、茶屋で手に入る割り箸や紙くずを様々にリサイクルするのが得意で、それを売っては小銭を稼いでいる所から「ちゃっかり」といわれる。

### キャスト関連
- 初代光圀役は当初森繁久彌が予定されていたが、東宝と専属契約していたため断念した。その後五社協定が自然消滅し、脇役でゲスト出演している。なお、森繁は大河ドラマ『元禄太平記』で光圀を演じているが、水戸黄門を連想させるような風貌の老人として登場した。
- 新劇俳優の東野英治郎、西村晃とそれまで悪役を定番とする俳優が光圀役に起用され、成功した。特に第1部の成功は、それまで狡猾そうな悪役が多かった東野の起用が大きかった、と今では語られている。これは映画の光圀役で一世を風靡した月形龍之介（本来は主演スターだが、中年以降は脇に回ることが多かった）にも共通する。佐野浅夫も黄門役キャスティング時には良識のある老人役が多かったものの若い頃は悪辣な人物を演じることが多かった。石坂浩二が光圀役になって初めて、このパターンは崩れた。
- 初代光圀の東野英治郎は、西村晃が偽黄門で出演した際に「あんたまさか私の黄門役を取りにきたんじゃないだろうね」と語りかけたことがある。その言葉通り、1982年夏に東野は光圀役を降り、西村が2代目に選ばれた[29]。
- 1992年、2代目黄門役の西村晃が降板した際、スタッフは長年佐々木助三郎役で活躍した里見浩太朗（当時56歳）に3代目黄門役を打診したが、「まだ白髪をかぶる役はやりたくない」という理由で断られたため、代わりに佐野浅夫が3代目に選ばれた。里見が光圀役になるのはそれから10年後の2002年のことである[30]。
- 2代目光圀役の西村晃と3代目光圀役の佐野浅夫は、いずれも正式な起用前に偽黄門役としてゲスト出演している（ともに次期黄門役起用のためのテスト出演であった）。また5代目黄門役の里見浩太朗も助三郎役時代に偽黄門（助三郎の変装）を演じたことが何度かあった。従って偽黄門を演じずに正式に光圀役に起用されたのは初代を除外すれば4代目光圀役の石坂浩二のみである。
- 女優の中村玉緒は歴代の光圀役と全て共演している[注 111]。
- 番組最多ゲスト出演は内田勝正、高野真二、川合伸旺などの悪役俳優で数多くゲスト出演している。その他、三浦リカの名前も挙げられている[31]。
- 第18部第11話「姫様・馬子が瓜二つ -犬山-」では、かげろうお銀の着物が18部のポスターのものではなく違う着物を着ている。
- 第28部のポスターは、第27部で降板した中谷一郎が掲載されている。
- 同じくスポンサー関連で、
  - 2代目光圀である西村晃をはじめとした一行が松下電器の製品「ナショナル 沸騰浄水ジャーポット」のCMに登場している。ただし、本編の衣装ではなく現代の衣装での登場である[注 112]。
  - 3代目光圀である佐野浅夫をはじめとした一行が松下電器の製品「NEW ナショナル 沸騰浄水ジャーポット」のCMに登場している。ただし、本編の衣装ではなく現代の衣装での登場である[注 113]。
  - 3代目光圀の佐野浅夫が松下電器の製品「ナショナル電気自転車 陽のあたる坂道」のCMに本編の衣装のままで登場している[注 114]。また、このときの製品紹介のナレーションを務めたのは当時、ナショナル劇場のナレーターを担当していた杉山真太郎である。
- また、スポンサー関連以外でも、3代目光圀である佐野浅夫をはじめとした一行[注 115]がサントリーの商品「特撰 白角水割」や同じくサントリーの商品「かわいい『半角』」のCMに本編の衣装のままで登場している[注 116]。
- サンソフトのファミコン用ゲームソフト『天下のご意見番 水戸黄門』のパッケージには、当時の光圀役である西村晃が登場している。登場人物や基本的なストーリーはこの番組を意識し、IPを有するC.A.Lの許諾こそ受けているものの、ファミコンソフト版は正確には番組のゲーム化ではない。
- 佐野浅夫時代では、悲願成就した侍や町娘などやあまりにもやるせない結末を見届けた光圀が感涙する話が度々登場している（佐野自身3代目黄門就任の際、「今まで黄門様は涙を流した事が無い。だから涙を流せる黄門様を目指したいとコメントしている）。
- 石坂浩二は史実に忠実な黄門様を目指し、「あごひげを不採用」「白髪の割合を縮小」といったそれまでのシリーズとの差別化を図る試みを提案したが、後の里見時代には元のスタイルに戻された。
- 番組開始当初、佐々木助三郎と渥美格之進の身長は前者が上だったが、第3部で逆転。以降、第41部まで続いた。

### 時代考証面での噂
- 出演者（大半はうっかり八兵衛）がついうっかり劇中でコーヒーを味わう、明治以降に作られた歌を歌う、「ご隠居、ファイト!」[32]と叫ぶ、「ご隠居、ここの宿はサービスがいいですね」「逃げるなら今がチャンスですぜ」と使われるはずのない言葉を使う…などというダウト場面があると都市伝説的にいわれているが、八兵衛役の高橋元太郎はこれらを否定。『トリビアの泉 〜素晴らしきムダ知識〜』でこの噂が取り上げられた際、その時点で放送済みだった全てのエピソードを番組スタッフが確認したが、該当するシーンは発見されなかった。

実はこれには元ネタがあり、第1部第25話「旅烏の子守唄 -庄内-」に出演した渡哲也が、冒頭の茶店の場面において婆さんが盆に載せた湯飲みを受け取るや、思わず「サンキュー」と言って、ぐいっと飲み干してしまった。これはNGとなったが、愉快なエピソードとして長らくスタッフ間で受け継がれたことから、話に尾ひれがついて流布したのが真相と思われる。
ただし、製作サイドも綿密な時代考証より「わかりやすさ」のほうを重視して製作しているのは事実で、以下の例がある。
- 「この件は私のミスでした」「目から鱗」という台詞。
- 「浜田屋」など新字体の使用（旧字体の「濱」ではなかった。ただし当時も俗字として用いられた）。
- 手書きの文章で平仮名に変体仮名が一切含まれてなかった。また、文章が現代仮名遣いだった。
- 建屋の2階に侵入した人間が下にいる仲間に向かってオーケーサインを出す。

- 上記以外にも大和田伸也は別の番組の中で「（間違って）腕時計をしたまま、出演をし、そのまま放送されたことがある」と発言するなど意図しない時代考証のミスは時折見られる。
- 屋外ロケシーンでは一行が歩く砂利道に自動車が通ったような轍が見えたり、遠くに送電線や飛行機雲が見られることもある。
- 鉄道アナリストの川島令三は著作で水戸黄門の屋外シーンに電車（阪急嵐山線）が僅かに映っていたことがあると書いている。

### その他
- 昭和天皇やプロレスラーのジャイアント馬場が好きだったテレビ番組のひとつとして知られる。
- 第18部第17話が放送された2日前の1989年1月7日に昭和天皇が崩御したことに伴い、放送当時のCMは自粛。本来CMが入る箇所は全て、CM前に表示される画像（題字と徳川家の家紋）が表示されたまま、次の場面までずっと主題歌のインストを流し続ける、いわゆるフィラーの形態となっていた[注 118]。
- プロ野球中継や各種スポーツイベント、春秋番組改編期や年末年始の特番などで休止になることはあるが、第1回放映から最終回まで40年近い放映期間の間、冬季・夏季オリンピックで放送休止になったことは一度もない。
- 1986年には同局のテレビドラマ『うちの子にかぎって…スペシャル』(田村正和主演)に登場する子供たちが、修学旅行で訪れた東映太秦映画村で本作の撮影現場に乱入し、それを田村演じる主人公の先生が止めに入るシーンが放送された。このスペシャルの中で西村演じる水戸黄門が「あの先生にかぎって」と言っているほか、乱入した子供たちが「控えい」という場面もあった。なお、劇中の監督役は本物の居川靖彦監督が演じている[注 119]。
- 小学館の雑誌「小学五年生」2006年9月号から2007年3月号まで（2007年2月号は休載）、漫画版「水戸黄門外伝 DokiDokiアキの忍法帳」が連載された。主人公はアキで、風の鬼若と鳴神の夜叉王丸がアキと同世代に変えられた。テレビドラマ版と共通する登場人物はこの3人のみ。執筆を担当したすぎ恵美子は最終話掲載号発売直後に死去、これが遺作となった。単行本は2007年5月に発売。
- 長らく国民の間で広く親しまれていたため、「水戸黄門の印籠」は異論を挟むことが出来ない、あるいは挟むことが極めて困難な大義名分や証拠などのたとえに使われることがある（例：安全性という言い分はまるで水戸黄門の印籠である）

## 史実との相違
本番組においては綿密な時代考証より「わかりやすさ」「ストーリー性」の方を重視して製作しているため（要は江戸時代を表現するという意味で）、以下の相違点を始め、史実と異なる点が含まれる。
- 諸国漫遊が主になっているが、当時は江戸に勤務することが義務づけられており、藩主といえども江戸を離れることは許されなかった。
- 他の時代劇にも見られるため水戸黄門のみの話ではないが、「藩」や「藩主」といった名称は後世のものであり、江戸時代においてはそのような呼称は用いない。
- 実在しない架空の藩名・地名が頻繁に登場したり、光圀隠居時には存在していなかった藩が登場したり、天領や藩内の所領が独立した藩になっている例が多い。詳細は下記参照。
- 光圀の敵役として柳沢吉保[注 120]が登場するが、実際の光圀隠居時には保明と名乗っており、吉保を名乗るのは光圀没後の1701年である。また、台詞や字幕で吉保の役職が老中となっている[注 121]が、正式には老中に就任しておらず、実際の役職は側用人[注 122]であった。なお、吉保は1694年に老中格という老中待遇の地位に就任している。また、1706年には老中上席の大老格となっている。
- 水戸藩附家老・中山備前守[注 123]と水戸藩国家老・山野辺兵庫[注 124]が登場しているが、いずれも実際の光圀隠居時にはすでに没している。
- 第1部と第37部で徳川吉孚の名前を「よしのぶ」と呼んでいるが、実際は「よしざね」である。
- 第1部と第25部で高田藩の越後騒動が登場するが、実際は光圀隠居前の1674年 - 1681年の話である。第4部ではナレーションで越後騒動から14年後になっている。
- 第1部第27話で白河が天領としての舞台となっているが、奥州白河が天領になるのは1866年 - 1868年2月、同年12月 - 1871年の間であり、光圀隠居時の白河は天領ではなく白河藩であった。また、この回では東北に山の多いことを説明して「白河以北一山百文」に類した話が出てくるが、この言い回し（考え）が使われるようになったのは戊辰戦争以降、東北を蔑視（もしくは自嘲）する文脈においてである。
- 第3部で島津光久が登場しているが、実際の光圀隠居時の薩摩藩主は孫の島津綱貴である。光久は1687年に隠居している。
- 第3部で柳沢吉保が光圀によって隠居に追い込まれ、甲府藩15万石を与えられているが、実際に吉保が隠居するのは5代将軍徳川綱吉の死去に伴い、徳川家宣が6代将軍に就任した1709年である。また、光圀隠居時の甲府藩主は徳川綱豊（後の家宣）であった。吉保が甲府に国替えするのは綱吉の後継将軍が家宣に決定し、江戸城西の丸に移り、その後継藩主として川越藩から国替えしてきた1704年である。
- 第4部で阿部正喬は阿部正武の次男となっているが、実際は正武の長男である。また、劇中では正武は下総守となっているが、光圀隠居時の正武の官位は豊後守である。
- 第4部で奥田昌能が、第7部で織田信年が、第34部で松平宗弘が登場しているが、実際の光圀隠居時には天童藩は存在していない。天童藩は1830年に織田信美が高畠藩から天童に移って藩を立藩している。なお第2部での天童は白河藩の所領、第14部での天童は宇都宮藩の所領として扱われた。
- 第4部第22話で北上川地方が藩としての舞台となっているが、北上川地方には江戸時代を通して藩は設置されず、盛岡藩と仙台藩で統治された。なお、同話に登場している藩主・内藤政親は光圀隠居時は泉藩主であった。
- 第4部に「郡山2万石」が登場するが、江戸時代を通じて郡山市（福島県）が城下町であったことは一度もない。奈良県の大和郡山市は城下町の時代が長かったが、奥州道中を描いた第4部に同地が出てくることはありえない。
- 第4部で奥平昌能が登場しているが、実際の光圀隠居時の宇都宮藩主は甥の奥平昌章である。昌能は1672年に没している。
- 第4部で本多忠良が登場しているが、実際の光圀隠居時の古河藩主は松平忠之である。忠良が古河藩主に就任するのは刈谷藩から転封してきた1712年である。
- 第5部で「三次の姫」として瑤泉院が登場し、まもなく赤穂の浅野内匠頭長矩に嫁ぐとしているが、実際に二人が結婚したのは天和3年正月（1683年2月）のことである。
- 第5部最終話（第26話）で五島の石田城が舞台として登場するが、現実の石田城は幕末の1863年の完成である。
- 第6部と第8部で竹姫が登場するが、竹姫が実際に薩摩藩に嫁ぐのは徳川吉宗の代の1729年である。また、薩摩藩は竹姫との間に今後男子が生まれても世子としない条件を出して婚礼を行なっている為、8部で竹姫に男子が生まれているが、お家騒動は発生しえない。
- 第7部で松前高広が登場しているが、実際の光圀隠居時の松前藩主は長男の松前矩広である。高広は1665年に没している。
- 第7部で高橋元太郎が横手藩の若殿役で登場するが、横手は久保田藩の所領になっており、藩は置かれていなかった。
- 第7部で松嶺藩が登場するが、当時の松嶺藩は出羽松山藩と称されていた。出羽松山藩が松嶺藩と改称するのは1869年である。
- 第7部で会津藩の姫君に後継ぎとして婿を迎える話が出てくるが、実際には婿を迎えず、八男の松平容貞が藩主・松平正容の跡を継いでいる。
- 第7部で水野忠周が登場しているが、実際の光圀隠居時の松本藩主は父の水野忠直である。忠周が松本藩主に就任するは1713年である。
- 第7部で織田氏が天童2万石の藩主となっているが、織田信美が高畠城（上杉家預かり。高畠陣屋は火事で焼失）から天童に陣屋を築いて移るのは文政11年（1828年）。天童藩が上杉家の協力で将棋駒作りの内職を始めるのは天保元年（1830年）以降[注 125]。
- 第8部で紀州藩主・徳川光貞が光圀のことを伯父君と呼んでいるが、光圀と光貞の関係は従兄弟である。光圀と光貞の伯父に当たるのは結城秀康、徳川秀忠、徳川義直などである。
- 第8部第3話で「桃浜の伝八」という人物が登場するが、「桃浜」という地名は当時はまだ存在しない。1954年4月1日に平塚市の土地区画整理によって誕生した地名「桃浜町」である（平塚市平塚字東浜岳 → 平塚市桃浜町へ変更された）。
- 第9部第2話「死を賭けた武士道 -いわき-」とあるが、いわき市が発足するのは1966年である。それまでも「いわき」と呼ばれることはあったが、いずれも漢字で磐城（令制国名）、岩城（城主名）、石城（郡名）とされ、ひらがなで表記されることはない。
- 第9部で光圀が高田藩主・稲葉正往のことを伊勢守と呼んでいるが、実際の正往の官位は丹後守である。
- 第9部で川越を訪れた時に野火止用水の開削工事が出てくるが、野火止用水が作られたのは柳沢吉保より前の松平信綱の代の1655年である。
- 第10部で勅使饗応役を6千石の旗本が務めているが、通常、勅使饗応役を務めるのは外様大名が原則である。
- 第10部で青山因幡守が登場しているが、実際の光圀隠居時の篠山藩主は松平信庸である。青山家が篠山藩に転封するのは尼崎藩から移動した1748年である。また、ナレーターが篠山藩の石高を6万石と語っているが、篠山藩は1608年の立藩から幕末期まで一貫して石高は5万石であった。
- 第10部でナレーターが犬山藩の石高を2万3千石と語っているが、実際の光圀隠居時の犬山藩の石高は3万5千石であった。
- 第10部で土屋昭直が登場しているが、実際の光圀隠居時の土浦藩主は父の土屋政直である。昭直は土浦藩主に就任することなく、1690年に没している。政直の後任の藩主に就任したのは昭直の弟土屋陳直であり、1719年に藩主に就任した。
- 第11部で上杉吉憲が登場しているが、実際の光圀隠居時の米沢藩主は父の上杉綱憲である。吉憲が米沢藩主に就任するのは、1704年である。
- 第11部で牧野康道が登場しているが、実際の光圀隠居時の与板藩主は養嗣子の牧野康重である。康道は1689年に隠居している。
- 第13部で成瀬隼人正が登場しており、第1話の助さんの台詞の中に2代目成瀬隼人正という台詞があるが、実際の光圀隠居時の隼人正は3代目成瀬隼人正である。
- 第14部で南部藩の家督争いの話が出てくるが、実際は光圀隠居前の1664年の話である。
- 第14部で南部重直が登場しているが、実際の光圀隠居時の南部藩主は弟の南部重信である。重直は1664年に没している。
- 第14部と第20部で南部直房が登場しているが、実際の光圀隠居時の八戸藩主は長男の南部直政である。直房は1668年に没している。
- 第14部で酒井忠温が登場しているが、実際の光圀隠居時の庄内藩主は祖父の酒井忠真である。忠温が庄内藩主に就任するのは、1766年である。
- 第14部で松平忠弘が登場しているが、実際の光圀隠居時の宇都宮藩主は奥平昌章である。忠弘は1681年に白河藩に転封となっている。
- 第14部で会津藩主・松平正容が光圀の喧嘩友達として登場しているが、実際の正容は光圀よりも41歳年下である。光圀隠居時の年齢は光圀は63歳、正容は22歳である。ちなみに正容の父である保科正之と光圀は従兄弟同士に当たる。正容と当時の将軍である綱吉は従兄弟同士である。
- 第14部で牧野忠周が登場しているが、実際の光圀隠居時の長岡藩主は祖父の牧野忠辰である。忠周が長岡藩主に就任するのは、1735年である。
- 第14部で田辺藩士の妻女が登場するが、当時の田辺藩は正式な藩とは認められていなかった。田辺藩が正式に藩として認められるのは1868年である。
- 第15部で戸田忠真が老中として登場しているが、実際の光圀隠居時の佐倉藩主は父の戸田忠昌であり、老中は忠昌で、忠真は寺社奉行だった。忠真が佐倉藩主に就任するのは、光圀が没する前年の1699年であり、老中に就任するのは1714年である。
- 第16部で酒井忠義が登場しているが、実際の光圀隠居時の庄内藩主は息子の酒井忠真である。忠義は1681年に没している。酒井忠真は第40部で光圀の姪・密姫の夫として登場し、酒井忠義の法要のため密姫が国入りしていたという設定になっている。
- 第16部で岩城宣隆が登場しているが、実際の光圀隠居時の亀田藩主は息子の岩城重隆である。宣隆は1672年に没している。
- 第17部で内藤忠勝と永井尚長が登場しているが、実際の光圀隠居時に2人の刃傷事件はなく、事件が起こったのは1680年である。また、鳥羽藩の石高が3万3千石となっているが、実際は3万5千石である。
- 第19部で溝口重元は溝口重雄の次男となっているが、実際は重雄の長男である。
- 第20部で綾姫が松平頼常の娘であり、光圀の孫娘として登場しているが、実際は光圀の兄である高松藩先代藩主・松平頼重の娘彦姫（光圀にとって、叔父と姪の関係）である。
- 第20部で京極高永が登場しているが、実際の光圀隠居時の豊岡藩主は祖父の京極高住である。高永が豊岡藩主に就任するのは、1726年である。
- 第20部で佐竹義格が登場しているが、実際の光圀隠居時の久保田藩主は父の佐竹義処である。義格が久保田藩主に就任するのは、1703年である。
- 第23部で毛利綱広が登場しているが、綱広は1689年に没している。
- 第24部などで蘭方医が登場する話があるが、光圀隠居当時は蘭学は禁じられていた。徳川吉宗がキリスト教に関するもの以外の洋書の輸入を認めてから、蘭学も容認され、盛んになる。
- 第28部で「月夜野藩」という藩が登場するが、実際には存在しない。
- 第29部と第30部で肥前小城藩主・鍋島元武が光圀の親友として登場しているが、実際の元武は光圀よりも34歳下である。光圀隠居時の年齢は光圀は63歳、元武は29歳である。
- 第31部で「吉野藩」という藩が登場するが、実際には存在しない。
- 第31部と第41部で「花咲藩」という藩が登場するが、実際には存在しない。
- 第36部で前田利久が登場しているが、江戸時代の前田利久は加賀藩主ではなく、富山藩主である。
- 第37部で高田城の天守が登場するが、高田城には天守はなかった。ロケ地の関係で劇中には石垣も登場するが、高田城には石垣もない。
- 第37部で「白石藩」という表記が見られるが、白石は仙台藩の所領であり、藩は置かれていなかった。
- 第38部に登場する「赤津藩」と「花崎藩」は両方とも架空の藩である。しかし、この両藩の争いには、モデルとなった事件が存在する。1715年に、周防長門の萩藩とその支藩である徳山藩の間で松の木一本を発端とした領界争いが発生。翌1716年、幕府によって「本家への非礼」を理由として徳山藩は改易された（徳山藩は1719年に再興を許される）。
- 第38部で新宮藩の夫婦が登場するが、当時の新宮藩は正式な藩とは認められていなかった。新宮藩が正式に藩として認められるのは1868年である。
- 第38部で「黒姫藩」という藩が登場するが、実際には存在しない。
- 第40部で富山藩主・前田正甫の息子が亡くなり、御落胤騒動が起きているが、実際には次男の前田利興が正甫の跡を継いでいる。
- 第40部で「桐山藩」という藩が登場するが、実際には存在しない。
- 第42部で松平頼豊が光圀の孫として登場しているが、実際は光圀の兄松平頼重の四男松平頼侯の長男であり、光圀と頼豊の関係は大叔父と大甥である。
- 最終回スペシャルに登場する「沼沢藩」と「美崎藩」は両方とも架空の藩である。

## 映像ソフト化について
現在、第1部から第13部（東野英治郎主演）までと第14部から第21部（西村晃主演）までがエイベックス・ピクチャーズより（第1部から第3部までは2003年 - 2004年の間に日本ソフトサービス(Project-T)からもDVD版が発売されている）、第31部から第38部（里見浩太朗主演）がポニーキャニオンよりDVD版で映像ソフト化されているが、第22部から第28部（佐野浅夫主演）までと第29部から第30部まで（石坂浩二主演）、および第39部から第43部まで・最終回スペシャル・水戸黄門スペシャル（里見浩太朗主演）の映像ソフト化はなされていない。その他には、水戸黄門名作選其之壱（歴代の五代黄門作品の中で最高視聴率獲得回を収録）、水戸黄門名作選其之弐（歴代の五代黄門とゲスト女優（松坂慶子・斉藤慶子・水野美紀・三船美佳・佐藤江梨子）の共演を収録）、水戸黄門名作選由美かおるスペシャル（レギュラー以前のゲスト出演3話を収録）の映像ソフトが発売されており、第23部と第24部の間のスピンオフ作品である『水戸黄門外伝 かげろう忍法帖』も、2005年にタキ・コーポレーション（現オデッサ・エンタテインメント）よりDVD版が発売された。

## ネット局
パナソニック ドラマシアター#ネット局も合わせて参照
- 月曜 20時00分 - 20時54分：TBSテレビ - 北海道放送、青森テレビ、IBC岩手放送、東北放送、テレビユー山形、テレビユー福島、テレビ山梨、新潟放送、信越放送、静岡放送、チューリップテレビ、北陸放送、中部日本放送、毎日放送、山陰放送、山陽放送、中国放送、テレビ山口、あいテレビ、テレビ高知、RKB毎日放送、長崎放送、熊本放送、大分放送、宮崎放送、南日本放送、琉球放送（新作と再放送 【ただし一部の局は新作のみ】）。
- 日曜 22時30分 - 23時24分：秋田放送（日本テレビ系列）、福井放送（日本テレビ系列主体でテレビ朝日系列とのクロスネット）、四国放送（日本テレビ系列）（秋田放送、福井放送は新作のみ）。
- 月曜 - 金曜 6時00分 - 6時50分、9時00分 - 9時50分、14時00分 - 14時50分：TBSチャンネル（旧作の再放送のみ。2012年7月以降は字幕放送も実施[注 126]。また、放映されるシリーズは各時間帯でそれぞれ異なる。※2013年12月 - ）
- 月曜 - 金曜 18時30分 - 19時30分：BS-TBS

現代劇も放送される「TBSプレミアムドラマ」（その後は時代劇中心の「ドラマ6」 → 「名作時代劇」）の枠内で旧作の再放送のみ。2010年8月30日から10月1日まで第35部を放送。また、2015年6月8日から6月26日まで第41部を放送。なお、2時間・3時間スペシャルについては水曜日19時00分 - 20時54分（3時間の場合は18時00分 - 20時54分）の「水曜劇場」の枠で放送される（2012年4月以降は金曜日19時00分 - 20時54分の「金曜劇場」枠で放送）。なお、BS-TBSで本番組が放送されたのは第35部と第41部と2時間・3時間スペシャルの一部作品にとどまっていたが、BS-TBSでのレギュラー番組放送開始が決定したため、2017年4月3日からは、第10部 - 第28部、第31部 - 第36部 → 第17部、第23部 - 第28部、第31部 - 第32部、第36部 - 第40部、第43部の順に2023年4月19日まで再放送された。翌日の4月20日からはデジタルリマスター版にて第16部までが再放送されている。

### 以前のネット局
【 】内の放送系列は現在の系列
山形放送は金曜21:00。福島テレビは1983年9月まで同時ネット。北日本放送は1988年3月まで、南海放送は1989年3月まで日曜22:30、以後はTBS系開局まで月曜22:00から放送。
- 青森県 青森放送【日本テレビ系列】（第5部まで 第6部から青森テレビに移行）
- 山形県 山形放送【日本テレビ系列】（第19部の初期まで 第19部の途中からテレビユー山形に移行）
- 福島県 福島テレビ【フジテレビ系列】（第14部の中期まで 第14部の途中からテレビユー福島に移行）
- 山梨県 山梨放送【日本テレビ系列】（第2部の中期まで 第2部の後半からテレビ山梨に移行）
- 富山県 北日本放送【日本テレビ系列】（第19部まで 第20部からチューリップテレビに移行）
- 近畿広域圏 朝日放送【テレビ朝日系列】（第5部まで 第6部から毎日放送に移行）
- 鳥取県 日本海テレビ【日本テレビ系列】（第3部まで 第4部から山陰放送の鳥取県の乗り入れ開始でそれに一本化）
- 山口県 山口放送【日本テレビ系列】（第9部まで 第10部からテレビ山口に移行。テレビ朝日系列の番組の大部分がテレビ山口から山口放送へ移行したことに伴う編成見直しで、TBS系の番組をテレビ山口に一本化するため）
- 愛媛県 南海放送【日本テレビ系列】（第21部の後期まで 第21部の末期からあいテレビに移行）
- 高知県 高知放送【日本テレビ系列】（第2部の中期まで 第2部の後半からテレビ高知に移行）
- 福岡県 TVQ九州放送【テレビ東京系列】（RKB毎日放送に時代劇の再放送枠がなかったため、特例として過去のシリーズを再放送）

## 関連番組
- 『水戸黄門〜伝統工芸漫遊記〜』（BS-TBS）
  - ドラマで訪れた地をめぐる旅番組。番組中にドラマでのシーンも挿入されている。

- 『あゝ人生に水戸黄門あり』（BS-TBS / C.A.L、2024年8月11日）[34]
  - 初回放送から55周年となるのを記念し、VTRや歴代出演者のインタビューを交えて『水戸黄門』の歴史を振り返る特別番組。同年12月30日に再放送された。
  - スペシャルゲストとして横内正、里見浩太朗、大和田伸也、由美かおる、野村将希、原田龍二、武田鉄矢、津田寛治が出演。ナレーションは二又一成が務めた。